# Superlópez
Superlópez es una serie de historietas protagonizada por el personaje homónimo creada en 1973 por el dibujante español «Jan» (seudónimo de Juan López Fernández). Este se ha ocupado de su desarrollo desde entonces, con excepción de los guiones iniciales —entre los que destacan los escritos por Efepé— y de cinco álbumes con aparición de El Supergrupo, creados a partir de 2013 con motivo del 40.º aniversario y también escritos por Efepé. Creado inicialmente para una monografía de humor gráfico de la editorial Euredit, Superlópez constituyó el último éxito de Bruguera —su popularidad solo fue superada por Mortadelo y Filemón—, si bien se desligó del estilo propio de la editorial. Más tarde, Ediciones B se hizo cargo de la publicación de las historietas, aunque la serie recibe usualmente la crítica de haber descendido en calidad desde sus primeras entregas.
Nacida como una parodia de Superman, ha acabado convirtiéndose en un vehículo de su dibujante para abordar multitud de temas. Mientras que en las primeras entregas se encuentra más presente el componente paródico, con un humor disparatado, en adelante la serie adquiere una mayor profundidad, con la intención de crear varios niveles de lectura o incluir una mayor carga social. Es habitual que las historietas traten además temas de actualidad, así como que estén fielmente representadas en entornos realistas, fruto del carácter observador y detallista de su creador y de su empeño por documentarse minuciosamente.
En 2022, Jan anunció que dejaría de dibujar historietas del personaje.

## Trayectoria editorial

### Euredit (1973)

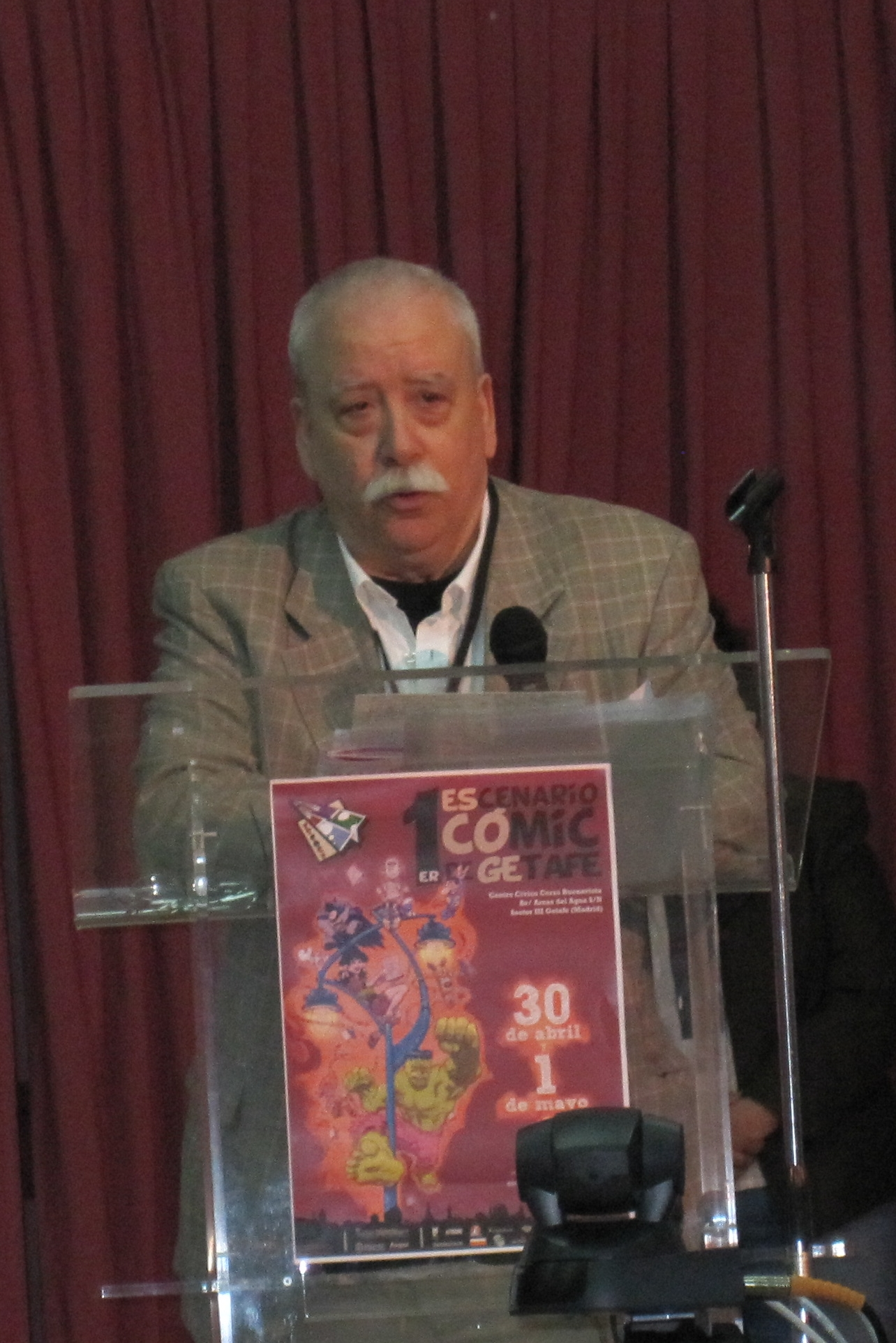
Antonio Martín, en 2011.

En 1973 el dibujante Juan López Fernández «Jan» recibió el encargo de realizar un libro de historietas cómicas, muy breves, en el que se parodiara a Superman. Antonio Martín, por entonces director editorial del área de cómics de la editorial barcelonesa Euredit y responsable del encargo, tuvo que convencer a Jan —quien no se consideraba a sí mismo un humorista—
 para que realizara el trabajo, y este lo realizó rápidamente, sin mucha fe.

 La obra se incluyó dentro de la colección Humor siglo XX, dedicada a la sátira de personajes del cómic, literatura y cine estadounidense, como King Kong, Tarzán o Frankenstein. Las historietas debían ser mudas, impresas en blanco y negro y en un formato apaisado de 48 páginas, por lo que, para suplir estas restricciones creativas, el autor recurrió a todo tipo de recursos gráficos, como bocadillos de pensamiento, signos cinéticos o acentuación de las expresiones, con los que logró gran expresividad en sus dibujos.
Jan concibió su parodia de Superman a la manera de un español medio de lo más común y corriente; «en clave de matrimonio hortera», porque le parecía lo más cercano al público de la época. Este personaje, ante las dificultades cotidianas que no puede resolver y que le frustran, adopta como válvula de escape la táctica de imaginarse que es un superhéroe. Los chistes correspondientes a este tomo, trazadas con línea de rotring sobre hojas de papel folio y con una extensión de hasta cuatro viñetas, cuentan con un dibujo de trazo simple y expresivo, y presentan —a pesar de las limitaciones del formato y de mantener poca conexión o continuidad entre ellas— gags efectistas sobre Superman, chistes mudos más bien «domésticos», que mínimamente tienen que ver con el personaje posteriormente desarrollado en las historietas de Superlópez de Ediciones B.

### Primera etapa
Al año siguiente, y hasta 1975, Jan recuperó a Superlópez para una nueva etapa en la editorial Bruguera, al proponer el personaje a Rafael González, entonces director artístico de la editorial. Bruguera, sin embargo, registró el personaje, con lo que desposeyó a Jan de su propiedad. Estas historietas, autoconclusivas, tenían una longitud en su mayoría de una o dos páginas —tal y como era usual en el estilo de la editorial—, con muchas viñetas pequeñas; Antonio Martín comentó, en su prólogo de El génesis de Superlópez, que estas estaban construidas sobre argumentos mínimos y temas banales, y giraban en torno a las viejas y ya desgastadas anécdotas del humor Bruguera. Jan consideraba este estilo anticuado, y más tarde recordaría estas tiras «como una colección de tonterías dibujadas sin ganas y con los ojos puestos en el futuro». El dibujante llegó incluso a declarar a Rafael González que veía estúpidas las historietas de la editorial, pero, a pesar de la deteriorada relación entre ambos, continuaba colaborando gracias al apoyo de Miguel Pellicer —director del departamento de Infantiles— y el beneplácito de Francisco Bruguera —dueño de la editorial—. Aunque el formato no era de su agrado, esperaba —confiando en una renovación de la empresa en busca de sobrevivir a la crisis en la que estaba sumida— que esta se modernizara, para así poder desarrollar posteriormente el personaje a su gusto. En estas circunstancias, ante las imposiciones marcadas por Bruguera sobre guiones y humor se negó a realizarlos, y parte de ellos —entregados al dibujante generalmente en hojas amarillas mecanografiadas— recayeron en Conti, quien los firmó en ocasiones con el seudónimo de Pepe, mientras que otros se dejaron incluso sin firmar. Francisco Pérez Navarro, conocido como Efepé, se hizo cargo también de algunos guiones, los cuales Jan definiría posteriormente como «menos bobos y en general mejores». Un día de entrega, Efepé y Jan —quienes no se conocían todavía personalmente— coincidieron en la sala de espera de Bruguera; tras comentarle este último sobre su hartazgo con los guiones que le proporcionaba la editorial, Pérez Navarro le propuso realizarle unos de prueba; el dibujante le invitó a su estudio y quedó satisfecho con el trabajo, lo que propició su colaboración en la etapa posterior del personaje.
En estas aventuras se presenta a un Superlópez casado, más torpe y humano, preocupado en mayor medida por sus problemas en la oficina que por sus peleas con supervillanos. Las historietas aparecieron publicadas en revistas como Tío Vivo (2.ª época), Zipi y Zape o Mortadelo Gigante, y se realizó una recopilación de estas en el álbum n.º 13 de la colección Olé! llamado El génesis de Superlópez, que también contiene historietas de la etapa anterior en Euredit.

#### Colaboración estable con Efepé
En 1978 Rafael González se jubiló, y fue sustituido en el cargo de la dirección editorial por Ana María Palé. Jan, gracias a su amistad con Miguel Pellicer, retomó el personaje en 1979 para Bruguera, con Efepé como guionista. Las aventuras contaban con un formato más extenso, primero en historietas cortas fraccionadas de ocho páginas en la revista Mortadelo Especial y más adelante en álbumes 'Olé!', con publicaciones regulares de cada aventura recopilada. Estos álbumes permitieron el despegue de la serie, y comenzaron a su vez a publicarse recopilados en tapa dura en la colección Súper Humor. A partir de esta etapa, las historietas de Superlópez siguieron una línea argumental con una continuidad más sólida entre ellas, en unos cómics iniciales donde cobraba mayor protagonismo un humor disparatado y paródico. El tándem Efepé - Jan creaba así la base para sustentar las aventuras posteriores del superhéroe.
Efepé, conocedor del mundo de los superhéroes, ideó para Las aventuras de Superlópez una trama inicial en la que se parodia al Superman de DC Comics, con numerosas referencias al original. Lejos de detenerse en ello, en los siguientes álbumes se continuó con la parodia de multitud de héroes y villanos de los comic-books de superhéroes estadounidenses. De esta forma, en los dos números siguientes (El supergrupo y ¡Todos contra uno, uno contra todos!) entraba en escena «El supergrupo», una sátira consistente de los grupos de superhéroes, tales como los Vengadores, los 4 Fantásticos, X-Men o los Defensores, donde cada integrante del grupo constituye una parodia de superhéroes estadounidenses. Ricardo Aguilera y Lorenzo F. Díaz indican además que la estructura dramática aportada por Efepé recuerda al Goscinny de Astérix.
Más de 30 años después de su última colaboración, Jan y Efepé recuperan el Supergrupo y vuelven a trabajar juntos en 2013 para publicar el álbum Otra vez el supergrupo. Tras la buena aceptación y un éxito moderado en ventas, le seguirían varios números más: El Supergrupo y la guerra de las latas (2014), El Supergrupo contra los demoledores (2015) y El Supergrupo contra los ejecutivos (2016).

#### Jan como guionista
Reírse de Superman en clave española permitió a Jan descubrir una herramienta para contar sus historias. Con el personaje ya definido en los números anteriores, sucedía que a Jan no le interesaba en especial la crítica continuada de superhéroes, «ya que en realidad eso equivalía a hacer otra más», y prefería trabajar con sus propias ideas, más enfocadas al mundo real que le rodeaba que a las coordenadas típicas de estos. En 1980, tras diversas circunstancias personales y algunos retrasos en la entrega de los guiones por parte de Efepé, el dibujante decidió tomar las riendas de estos y desligar a Superlópez de la trama de superhéroes iniciada con el supergrupo, a partir del cuarto número, Los alienígenas. Así, abordó temáticas tan variadas como la ciencia ficción (Los alienígenas, La caja de Pandora), la fantasía (El señor de los chupetes), la serie negra (La semana más larga) o el mundo del cine (La gran superproducción).

Desde Los alienígenas los números de la serie son realizados en exclusiva por Jan.

En Los alienígenas también se produjo un cambio sustancial en la estética del personaje, debido a su condición inicial de parodia: el traje de Superlópez se asemejaba al de Superman, de tal forma que el anagrama del original ocasionó problemas entre DC Comics y Bruguera. La editorial estadounidense, que distribuía Superman en España también a través de Bruguera, alegó ante la posibilidad de perder ventas que Superlópez se trataba de un plagio y, aunque no hubo problemas legales, DC Comics ejerció presiones que impidieron publicar el personaje en otros países como Francia o Bélgica, así como también presionó a Bruguera para que dejara de utilizar al Supergrupo. El asunto del logo le causaba, sin embargo, indiferencia a Jan y, tras alcanzar un compromiso entre las editoriales, la S se modificó finalmente por otra con un trazo mucho más simple —aunque el autor afirma que no lo hizo porque fuera más fácil y rápida de dibujar—, que es el usado desde entonces. A pesar de que este cambio se realizó durante la aventura de Los alienígenas, en la portada de ¡Todos contra uno, uno contra todos! Superlópez ya aparecía con el nuevo logo.
Entre 1981 y 1983 el ritmo de publicación de la colección disminuyó, debido a que la editorial Bruguera pidió a sus dibujantes nuevos personajes con los que relanzar su revista infantil Pulgarcito. Jan continuó, a pesar de ello, ideando historietas de Superlópez para Bruguera hasta que la editorial quebró, lo que causó que La gran superproducción quedara a medio publicar en la nueva revista Superlópez.

### Ediciones B (1987-2022)

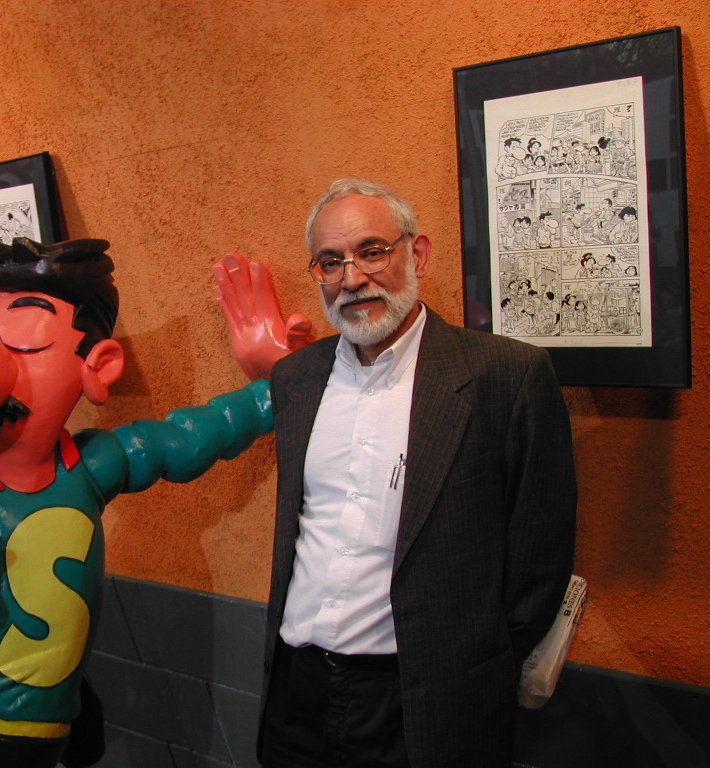
Jan en la exposición del Salón del Cómic de Barcelona dedicada a su obra, en 2003.

La quiebra de la editorial obligó a Jan a detener la creación de nuevas aventuras del superhéroe hasta 1987, cuando Ediciones B asumió finalmente los fondos y licencias de Bruguera, y con ello los derechos de Superlópez. Al mismo tiempo, la nueva editorial creó otra publicación con la cabecera Superlópez que se mantuvo durante 4 años. En 1990 el personaje se incorporó fugazmente a la revista Yo y Yo para acabar recalando al año siguiente en Mortadelo. La publicación por entregas de las aventuras del personaje cesó finalmente en 1996, con un único capítulo editado de El infierno. Ediciones B ha publicado desde entonces las nuevas aventuras del personaje –además de reediciones de las anteriores– en sus colecciones Fans (anteriormente Olé!), Súper Humor y Magos del Humor. Por otra parte,
en 2013, con motivo del 40 aniversario de la creación del personaje, Jan colaboró de nuevo con Efepé para la realización del álbum Otra vez el supergrupo, en donde volvía a hacer aparición el supergrupo.
Asimismo, Superlópez se ha publicado en otras revistas o publicaciones como la colección Gran Festival Del Cómic de Ediciones Bruch, el suplemento Gente Menuda del diario ABC, El Periódico de Catalunya o el diario El Mundo. Durante este período de Ediciones B hay que resaltar el descenso en el número de páginas de cada álbum, debido a imperativos editoriales: de las 62 páginas de que consta El dios del bit se pasa a las 48 de los siguientes álbumes. A causa de esta limitación de formato Jan tuvo que cambiar el ritmo y complejidad de sus historias. En comparación con su etapa en Bruguera, el autor ha expresado sentirse con mayor libertad, profesionalidad y confianza en su trato con Ediciones B.
En 2022 Jan anunció que la historieta Sueños frikis sería la última que dibujaría del personaje. No se opone a que otro dibujante pueda continuar las aventuras del superhéroe, aunque afirma que eso depende más de la editorial que de él.

## Historietas y publicación
Desde el nacimiento del personaje, con la edición en 1973 del tomo apaisado Superlópez por parte de la editorial Euredit, la serie se ha publicado en diversos formatos y colecciones, primero de forma seriada en revistas y más tarde y principalmente en formato álbum. A continuación se presenta una lista de las aventuras de Superlópez ordenadas por su primera fecha de publicación en español:

| Lista cronológica de historietas                                                 | Lista cronológica de historietas                                    | Lista cronológica de historietas |
| Título                                                                           | Primera publicación seriada                                         | Primera publicación en álbum     |
| -------------------------------------------------------------------------------- | ------------------------------------------------------------------- | -------------------------------- |
| Superlópez                                                                       | 1987-1988 en "Superlópez" (2.ª época) 6-40                          | 1973 en "Humor siglo XX"         |
| Historietas de la 1.ª etapa Bruguera                                             | 1975 en "Tío Vivo" (2.ª época), "Zipi y Zape" y "Super Zipi y Zape" | 1989 en Olé! 13                  |
| El Doble                                                                         | 1975 en "Mortadelo Gigante" 5                                       | 1999 en "Olé!" 33                |
| Aventuras de Superlópez                                                          | 1979 en "Mortadelo Especial" 56-59, 61-63 y 65                      | 1980 en "Olé!" 1                 |
| El supergrupo                                                                    | 1979 en "Mortadelo Especial" 64, 66, 68 y 70-73                     | 1980 en "Olé!" 2                 |
| ¡Todos contra uno, uno contra todos!                                             | 1979 en "Mortadelo Especial" 74-81                                  | 1981 en "Olé!" 3                 |
| Los alienígenas                                                                  | 1980 en "Mortadelo Especial" 83-90                                  | 1981 en "Olé!" 4                 |
| El señor de los chupetes                                                         | 1980-1981 en "Mortadelo Especial" 96-103                            | 1981 en "Olé!" 5                 |
| Entrevista a Superlópez                                                          | 1981 en "Oye Mira" 6                                                | 1999 en "Olé!" 33                |
| La semana más larga                                                              | 1981 en "Mortadelo Especial" 104-108, 113-115                       | 1981 en "Olé!" 6                 |
| El Phantasma de la Teleuve                                                       | 1981 en "Mortadelo Extra"                                           | 1999 en "Olé!" 33                |
| Los cabecicubos                                                                  | 1983 en "Mortadelo Especial" 149-156                                | 1983 en "Olé!" 7                 |
| La caja de Pandora                                                               | 1984 en "Mortadelo" 176-183                                         | 1984 en "Olé!" 8                 |
| La gran superproducción                                                          | 1985 en "Superlópez" (1.ª época) 1-3                                | 1985 en "Olé!" 9                 |
| Al centro de la Tierra                                                           | 1987 en "Superlópez" (2.ª época) 1-10                               | 1987 en "Olé!" 10                |
| Una vez, en una ciudad...                                                        | 1987 en "Superlópez" (2.ª época) 19-21                              | 1989 en "Olé!" 14                |
| Cachabolik Blues Rock                                                            | 1988 en "Superlópez" (2.ª época) 23-30                              | 1988 en "Olé!" 11                |
| Cuando la suerte acecha                                                          | 1988 en "Superlópez" 30                                             | 1999 en "Olé!" 33                |
| El fantasma del museo del Prado                                                  | 1988 en "Superlópez" (2.ª época) 31-33                              | 1988 en "Olé!" 11                |
| En el país de los juegos, el tuerto es el rey...                                 | 1988 en "Superlópez" (2.ª época) 34-40                              | 1988 en "Olé!" 12                |
| El asombro del robot                                                             | 1988-1989 en "Superlópez" (2.ª época) 41-44                         | 1989 en "Olé!" 14                |
| Entrevista a Superlópez en la televisión                                         | 1988 en "Superlópez" (2.ª época) 42                                 | 1999 en "Olé!" 33                |
| Las tonterietas de Superlópez                                                    | 1989-1994 en "Superlópez" (2.ª época) y "Mortadelo Extra"           | 1999 en "Olé!" 33                |
| La espantosa, extraña, terrífica historieta de los petisos carambanales          | 1987-1988 en "Superlópez" (2.ª época) 11-18, 21                     | 1988 en "Olé!" 15                |
| Periplo búlgaro                                                                  | 1989 en "Superlópez" (2.ª época) 45-48                              | 1990 en "Olé!" 17                |
| Petisoperías                                                                     | 1989 en "Superlópez" (2.ª época) 49                                 | 1989 en "Olé!" 15                |
| Los cerditos de Camprodón                                                        | 1989-1990 en "Superlópez" (2.ª época) 50-54                         | 1990 en "Olé!" 16                |
| El tesoro del conde Arnau                                                        | 1990 en "Superlópez" (2.ª época) 55                                 | 1990 en "Olé!" 17                |
| La banda del dragón despeinado (Yakuza)                                          | 1990 en "Yo y Yo" (2.ª época) 1-8                                   | 1990 en "Olé!" 18                |
| La bomba                                                                         | 1990 en "Yo y Yo" (2.ª época) 9-11                                  | 1990 en "Olé!" 18                |
| Hotel Pánico                                                                     | 1990 en "Yo y Yo" (2.ª época) 12-19                                 | 1991 en "Olé!" 19                |
| La cosa del pantano, el flautista de Hamelín y otras soserías                    | 1991 en "Yo y Yo" (2.ª época) 25-27                                 | 1991 en "Olé!" 19                |
| Un camello subió al tranvía en Grenoble y el tranvía le está mordiendo la pierna | 1991-1992 en "Mortadelo Extra" 14-21                                | 1991 en "Olé!" 20                |
| El tesoro del Ciuacoatl                                                          | 1992 en "Super Mortadelo" 110-117                                   | 1992 en "Olé!" 21                |
| Los ladrones de ozono                                                            | 1992 en "Super Mortadelo" 104-109                                   | 1992 en "Olé!" 22                |
| El castillo de arena                                                             | 1992-1993 en "Super Mortadelo" 118-125                              | 1993 en "Olé!" 23                |
| La aventura está en la esquina                                                   | 1993 en "Super Mortadelo" 126-132                                   | 1993 en "Olé!" 24                |
| Tyrannosaurus sect                                                               | 1994-1995 en "Mortadelo Extra" 49-56                                | 1994 en "Olé!" 25                |
| La acera del tiempo                                                              | 1995-1996 en "Mortadelo Extra" 57-64                                | 1995 en "Olé!" 27                |
| El infierno                                                                      | 1996 en "Mortadelo Extra" 65                                        | 1996 en "Olé!" 28                |
| Los cybernautas                                                                  | 1998-1999 en "Gente Menuda" (3.ª época) 451-467                     | 1997 en "Olé!" 30                |
| El supercrack                                                                    |                                                                     | 1997 en "Olé!" 31                |
| Las minas del rey Soplomón                                                       |                                                                     | 1998 en "Olé!" 32                |
| Otra vez lady Araña                                                              |                                                                     | 1999 en "Olé!" 34                |
| La guerra de lady Araña                                                          |                                                                     | 2000 en "Olé!" 35                |
| Adiós lady Araña                                                                 |                                                                     | 2000 en "Olé!" 36                |
| El dios del bit                                                                  |                                                                     | 2001 en "Olé!" 37                |
| El caserón fantasma                                                              |                                                                     | 2002 en "Magos Del Humor" 90     |
| Nosotros los Papino                                                              |                                                                     | 2002 en "Súper Humor" 8          |
| El gran botellón                                                                 |                                                                     | 2003 en "Magos Del Humor" 93     |
| El patio de tu casa es particular                                                |                                                                     | 2003 en "Magos Del Humor" 96     |
| Monster chapapote                                                                |                                                                     | 2004 en "Magos Del Humor" 98     |
| Las montañas voladoras                                                           |                                                                     | 2004 en "Magos Del Humor" 101    |
| Tras la persiana...                                                              |                                                                     | 2005 en "Magos Del Humor" 104    |
| Gritad, gritad, malditos...                                                      |                                                                     | 2005 en "Magos Del Humor" 106    |
| La casa amarilla                                                                 |                                                                     | 2006 en "Magos Del Humor" 108    |
| La feria de la muerte                                                            |                                                                     | 2006 en "Magos Del Humor" 111    |
| Politono Hamelín                                                                 |                                                                     | 2007 en "Magos Del Humor" 114    |
| Hipotecarión                                                                     |                                                                     | 2007 en "Magos Del Humor" 117    |
| Iba caminando...                                                                 |                                                                     | 2007 en "Magos Del Humor" 119    |
| En busca del templo perdido...                                                   |                                                                     | 2008 en "Magos Del Humor" 110    |
| La brújula esdrújula                                                             |                                                                     | 2008 en "Magos Del Humor" 125    |
| Tú, robot...                                                                     |                                                                     | 2009 en "Magos Del Humor" 126    |
| La biblioteca inexistente                                                        |                                                                     | 2009 en "Magos Del Humor" 131    |
| ¡A toda crisis!                                                                  |                                                                     | 2010 en "Magos Del Humor" 133    |
| El virus Frankenstein                                                            |                                                                     | 2010 en "Magos Del Humor" 136    |
| El mundo de al lado                                                              |                                                                     | 2011 en "Magos Del Humor" 140    |
| Elecciones en Kaxim                                                              |                                                                     | 2011 en "Magos Del Humor" 143    |
| El Abejón Rey                                                                    |                                                                     | 2012 en "Magos Del Humor" 148    |
| Asesinato en el Toral Express                                                    |                                                                     | 2012 en "Magos Del Humor" 150    |
| Asalto al museo                                                                  |                                                                     | 2012 en "Magos Del Humor" 152    |
| Los recortaplanetas                                                              |                                                                     | 2013 en "Magos Del Humor" 154    |
| Otra vez el supergrupo                                                           |                                                                     | 2013 en "Magos Del Humor" 156    |
| El ladrón del tiempo                                                             |                                                                     | 2013 en "Magos Del Humor" 158    |
| El gran desahuciador                                                             |                                                                     | 2014 en "Magos Del Humor" 161    |
| El supergrupo y la guerra de las latas                                           |                                                                     | 2014 en "Magos Del Humor" 163    |
| La montaña de diamantes                                                          |                                                                     | 2014 en "Magos Del Humor" 165    |
| Tres pizzas y un muerto...                                                       |                                                                     | 2015 en "Magos Del Humor" 168    |
| El Supergrupo contra los Demoledores                                             |                                                                     | 2015 en "Magos Del Humor" 169    |
| Mambrú se va a la guerra                                                         |                                                                     | 2015 en "Magos Del Humor" 171    |
| En el laberinto                                                                  |                                                                     | 2015 en "Magos Del Humor" 173    |
| El Supergrupo contra los Ejecutivos                                              |                                                                     | 2015 en "Magos Del Humor" 175    |
| Gran auténtico vidente curandero                                                 |                                                                     | 2016 en "Magos Del Humor" 177    |
| El trastero infinito                                                             |                                                                     | 2017 en "Magos Del Humor" 181    |
| El Supergrupo contra el Papa Cósmico                                             |                                                                     | 2017 en "Magos Del Humor" 183    |
| Menguante                                                                        |                                                                     | 2017 en "Magos Del Humor" 186    |
| Nuevas aventuras de Mambrú                                                       |                                                                     | 2018 en "Magos Del Humor" 187    |
| XXL                                                                              |                                                                     | 2018 en "Magos Del Humor" 189    |
| Robinson                                                                         |                                                                     | 2018 en "Magos Del Humor" 193    |
| La isla de basura                                                                |                                                                     | 2019 en "Magos Del Humor" 197    |
| El secreto de la biblioteca                                                      |                                                                     | 2019 en "Magos Del Humor" 200    |
| El bullying de las sorpresas                                                     |                                                                     | 2019 en "Magos Del Humor" 202    |
| Viento en los dedos                                                              |                                                                     | 2020 en "Magos Del Humor" 203    |
| La invasión de los huertos vivientes                                             |                                                                     | 2020 en "Magos Del Humor" 206    |
| Los influyentes influencers                                                      |                                                                     | 2021 en "Magos Del Humor" 207    |
| Juegos de ballenas                                                               |                                                                     | 2021 en "Magos Del Humor" 212    |
| Sueños frikis                                                                    |                                                                     | 2022 en "Magos Del Humor" 213    |

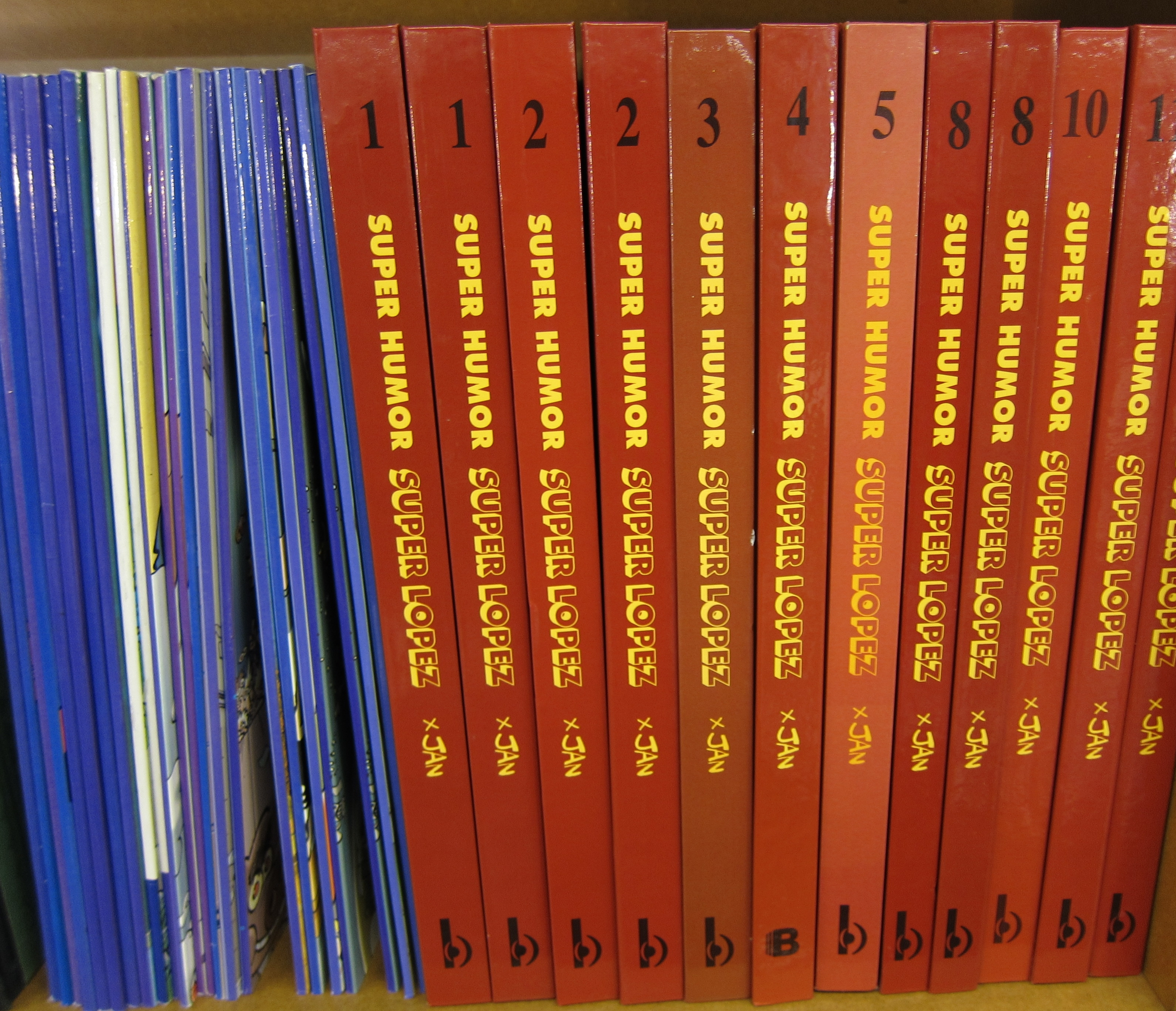
A la izquierda, álbumes de la colección Fans Superlópez; a la derecha, tomos recopilatorios en tapa dura de la colección Súper Humor Superlópez.

En 1979 comienzan a publicarse por capítulos las aventuras de Superlópez en la revista Mortadelo Especial de Bruguera. La caja de Pandora se publica por su parte en Mortadelo, mientras que La gran superproducción no llega a publicarse íntegra en la nueva revista Superlópez, de la que solo se llegaron a editar tres números de marzo a mayo de 1985. Más tarde, Ediciones B comienza a incluir desde 1987 las aventuras del personaje en una nueva publicación con la cabecera Superlópez, la cual desaparece en 1990. Superlópez pasa a formar parte entonces de la plantilla de personajes de Yo y Yo y, en 1991, de Mortadelo, alternando entre sus ediciones Extra y Súper hasta el año 1996 cuando, apenas comenzada la serialización de El infierno, las revistas de tebeos de Ediciones B dejan de editarse. Asimismo, la historieta corta El Phantasma de la Teleuve se publicó en 1981 en el número extraordinario de Mortadelo 25º Aniversario de TVE, y la serie Los Gemelos Superlópez para Zipi y Zape.
Por otra parte, a partir de 1980, Bruguera había comenzado a publicar las aventuras de Superlópez en álbumes en la colección Olé!, la cual se convertiría más tarde en la edición más larga y popular de las aventuras del personaje. La siguiente etapa de la colección continuó en 1987, con la publicación por parte de Ediciones B de volúmenes con formatos de diversos tamaños y portadas con y sin relieve. Las distintas ediciones mantuvieron las características básicas de publicación en tapa blanda con 64 páginas y venta, principalmente, en quioscos de prensa. En 2002 la colección Olé! fue sustituida por la colección Fans, separándose de esta forma de la presentación conjunta con Mortadelo y Filemón. Bajo la nueva colección se publicaron las nuevas aventuras, de 48 páginas y, al mismo tiempo, se fueron reeditando algunos números antiguos, manteniendo la numeración y las características de los últimos Olé! (tapa blanda, 29x21cm, portada sin relieve, 64 páginas) hasta 2010, año en que Fans dejó de publicarse.
Además, en 1981 Bruguera publicó el número 6 de Oye Mira, dedicado a los superhéroes del cómic y que contenía diverso material de Superlópez, como algunos chistes de 1973 redibujados, o información sobre el personaje que luego sería a su vez recopilada en 25 años de Superlópez. La revista venía acompañada de un casete musical, producido por Belter, que incluía una canción dedicada a Superlópez e interpretada por Regaliz.

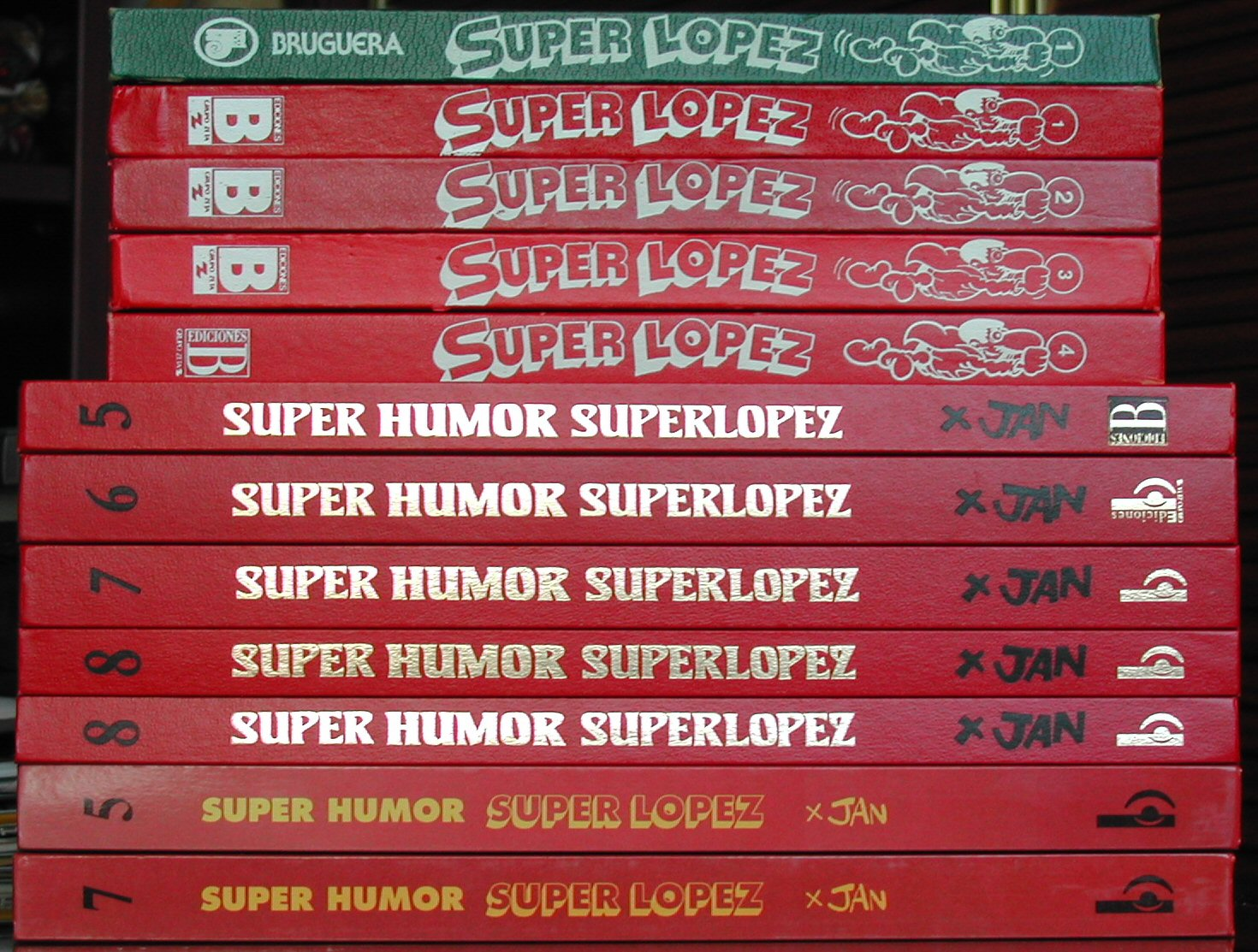
Comparativa de los lomos de distintas ediciones de Superlópez en formato Súper Humor, en orden cronológico.

Bruguera, en 1982 y bajo la colección Súper Humor Superlópez, editó también un tomo que recopilaba las cinco primeras aventuras del personaje. Se trataba de una edición en tomos de tapa dura y con lomo rojo, si bien algunos ejemplares se editaron con lomo de color verde. Ediciones B retomó la colección, reeditando el primer volumen de Bruguera y manteniendo el mismo formato inicial de cinco aventuras y lomo rojo. A partir del quinto número, coincidiendo con el cambio de formato de la colección Olé!, se aumentó las dimensiones de los tomos de la colección Súper Humor, y posteriormente se volvieron a reeditar los tres primeros volúmenes bajo este mismo formato. A partir del octavo tomo se redujo el número de aventuras incluidas a cuatro, y en la decimotercera entrega, únicamente a tres.
En 1988 Ediciones Bruch publicó varios tomos con recopilaciones de las aventuras de la serie, como parte de la colección Gran Festival Del Cómic, que también incluía otros tomos con obras de Francisco Ibáñez como Pepe Gotera y Otilio. A pesar de la encuadernación de calidad, historietas como Los alienígenas y La caja de Pandora quedaron inconclusas.
Entre 1989 y 1990 Ediciones B lanzó además una edición de las primeras aventuras de Superlópez —con guiones de Efepé— en una colección de álbumes de varios personajes denominada Magos del Humor, aunque la mayor parte correspondía a entregas de Mortadelo y Filemón. Los álbumes venían en tapa dura, 48 páginas y bajo la misma numeración conjunta, y para adaptar las aventuras a las características de la colección, tuvieron que eliminarse algunas historias de Las aventuras de Superlópez, El supergrupo se dividió en dos álbumes, y ¡Todos contra uno, uno contra todos! no llegó a aparecer entero. Más tarde, en 2002, Superlópez retornó a la colección con El Caserón Fantasma y, en 2010, tras el fin de la colección Fans, se convirtió en el único formato de lanzamiento de las aventuras individuales.
Por otra parte, el diario ABC reeditó en la 3.ª época (1989-1999) de su suplemento Gente Menuda muchas de las aventuras del personaje, con un ritmo de publicación de dos páginas por número, utilizando también varias portadas de la revista Superlópez. El Periódico de Catalunya incluyó de 1989 a 1990 algunas aventuras con el mismo ritmo de publicación en su suplemento dominical de cómics.
Se realizaron otras ediciones para venderlas como promoción junto a periódicos como Las Provincias o La Verdad (con formato grapa y 48 páginas), y El Mundo (en 2005 y 2006, en edición de bolsillo). En 2009, RBA le dedicó el decimoprimer tomo dentro de su coleccionable Clásicos Del Humor.
Ediciones en otros idiomas

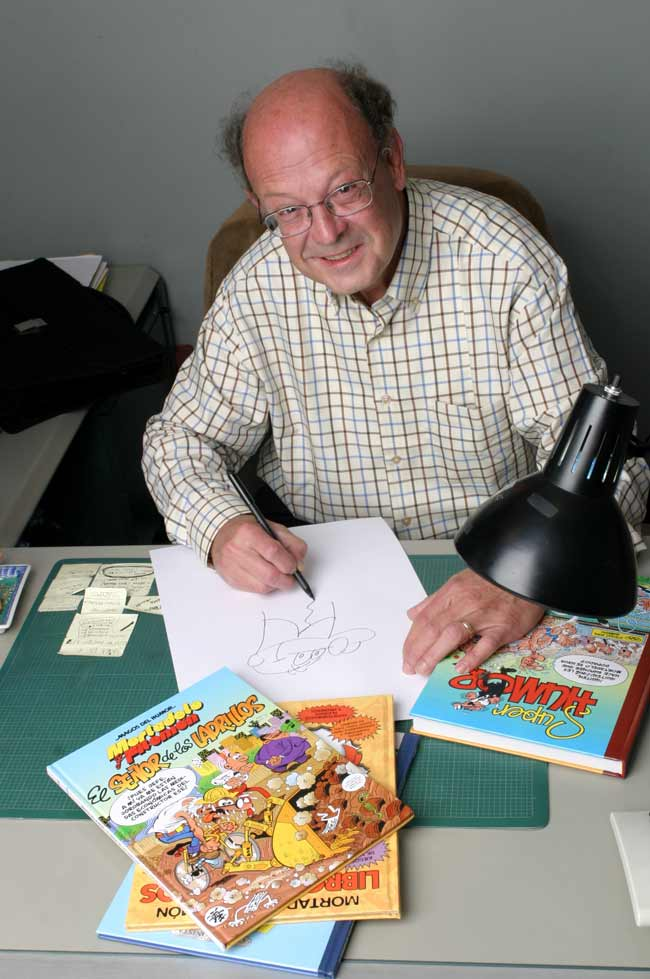
En la publicación de Super Meier en Alemania atribuyeron erróneamente a Ibáñez como autor.

A partir de la edición de Los alienígenas los signos de admiración de las onomatopeyas se eliminaron para facilitar la traducción a otros idiomas de forma que hubiera que modificar únicamente el texto de los bocadillos. Sin embargo, solo se tradujeron a Alemania con el nombre de Super-Meier apenas doce números entre 1980 y 1986, un número en Dinamarca (impreso en Bélgica) con el título de Superdan y en Noruega con el título de Superegon. Esta poca difusión fuera de las fronteras se debe a la presión ejercida por DC Comics; Bruguera no cedió en cuanto a España y Alemania, pero en los demás países hubo que dejarlo, y la editorial americana consiguió evitar su publicación en francés en países como Francia o Bélgica. En la revista Superlópez n.º 37 de Ediciones B, además, se indica una edición sueca con el nombre de Super Nilsson. En 1988, también se publicaron algunas de las aventuras de Superlópez en Grecia, en la revista αγόρι. Jan, en todo caso, no ha estado muy interesado en la publicación en otros idiomas fuera de las fronteras, porque no puede controlar la traducción de los textos. Con la publicación del primer número en Alemania, se cometió incluso el error de indicar como autor en su lugar a Francisco Ibáñez, y cuando se les informó del error, la editorial alemana rectificó presentando a Jan como autor surgido del estudio de Ibáñez.
Existen asimismo ediciones en catalán de los primeros números con el nombre de «Super Llopis» en la colección Mestres de l'humor, que la Generalidad de Cataluña se comprometió a subvencionar. En 2005 el Comú de Canillo, en Andorra, encargó y repartió entre sus habitantes una edición limitada a 1000 ejemplares de «Les Muntanyes Voladores». Se trata de una traducción al catalán de Las montañas voladoras, esta vez respetando el nombre original del personaje, Superlópez.
En gallego, a cargo de la editorial Cerditos de Guinea, se realizó una edición en 2010 de La caja de Pandora, traducida como «A caixa da Pandora».
Curiosamente, no existe edición del personaje en euskera, siendo este el único idioma oficial de España en el que no hay al menos ni un ejemplar de la serie.

## Elaboración de las historietas

### Temas
Jan prefiere definirse como narrador de historias antes que como humorista, y para la realización de cada historia parte de algún mensaje que transmitir; no quiere hacer siempre lo mismo, pues al repetirse estas pierden contenido. Así, cada una es distinta en su elaboración, en busca de desarrollar una idea en particular enfocada al mundo que rodea al autor. No quiere sentirse encorsetado por la condición de superhéroe del protagonista, el cual pasa a menudo a un segundo plano, pues considera el entorno de los superhéroes más propio de la cultura norteamericana. De esa forma, lo importante no es que Superlópez reivindique nada ni resuelva injusticias, es el sentido de las historias lo que le interesa al autor. En contraposición del humor disparatado de los números iniciales, intenta profundizar más allá para crear varios niveles de lectura para sus historietas, no le atrae «entretener por entretener», e intenta dirigirse al amplio espectro de lectores con los que la serie cuenta. Un ejemplo ilustrativo es la aventura La caja de Pandora, donde el lector más pequeño podrá ver una divertida historia de monstruos, pero alguien más culto podrá advertir alusiones a los mitos griegos, aztecas, hindúes y egipcios, así como referencias a la parapsicología o la ufología. Esta voluntad de proporcionar múltiples lecturas fue recibida, sin embargo, con escepticismo por la editorial Bruguera, influida por su subcultura propia. Sin embargo, al incluir aspectos literarios o viajes en sus historietas, Jan no pretende culturizar a los lectores ni suplantar otras artes, sino introducir elementos reales para darle más dimensión a las historias. Se encuentra muy presente además la influencia de obras literarias tales como Alicia en el País de las Maravillas de Lewis Carroll, Los viajes de Gulliver de Jonathan Swift, o de otros autores tales como H. G. Wells, Rudyard Kipling, Stanisław Lem o Boris Vian; Jan define estos referentes como pertenecientes al surrealismo literario.

#### Elección de temas
Depende de cada momento, de las barbaridades que lea en el diario o en otros medios acerca de nuestra salvaje civilización... Los temas están ahí fuera. Son muy cambiantes, como las estaciones... Yo miro la vida.
Jan

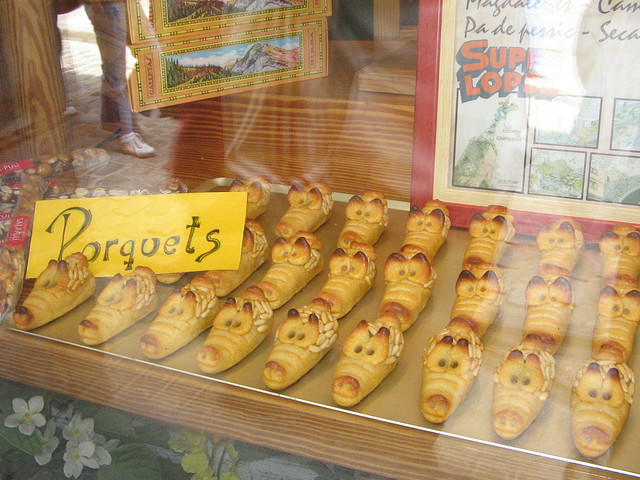
Cerditos de mazapán en un escaparate en Camprodón, como los que dieron nombre al álbum Los cerditos de Camprodón.

Sobre los argumentos, Antoni Guiral escribió que estaban «enriquecidos por la inquietud personal y cultural de su creador, que abordan temas ligados a la actualidad o desarrollan la gran capacidad de Jan para la fabulación fantástica». Para su elaboración, Jan acostumbra a inspirarse en cualquier idea que encuentre en su entorno, como resultado de la observación de algún elemento que le llame la atención o de su propia experiencia. A menudo, el dibujante recurre a fuentes muy variadas, desde medios de información, como por ejemplo noticias de actualidad de los periódicos, telediarios o documentales de televisión; hasta el arte, la historia o la literatura. Determinadas aventuras se encuentran por ejemplo inspiradas en obras de la literatura: este es el caso de El señor de los chupetes, influenciado por El Señor de los Anillos; El infierno, basado en títulos como La Divina Comedia, El Diablo Cojuelo o Fausto; Al centro de la Tierra, inspirado en Viaje al centro de la Tierra; La brújula esdrújula, basado en la trilogía de La Materia Oscura; Tú, robot..., inspirado en los trabajos de Isaac Asimov; La biblioteca inexistente, basado en la obra de Borges, etc. Omaetxebarria y Pascual han indicado también la presencia de referencias literarias tales como Pinocho, El soldadito de plomo, así como alusiones a Disney. Otras aventuras se encuentran igualmente inspiradas en temas de diversos campos, como La caja de Pandora, donde se tratan mitologías diversas; El asombro del robot, que explora la filosofía; La casa amarilla, basado en la vida y obra de Van Gogh; e incluso algunas ideas también han partido de fuentes menos convencionales, como en El tesoro del conde Arnau o Los cerditos de Camprodón, que respectivamente surgieron a partir de folletos turísticos o cerditos de mazapán.
El afán de observación le lleva asimismo a representar ambientes cotidianos de forma reiterada: se vuelven habituales escenarios como la oficina, el metro, los atascos en la ciudad, el campo de fútbol, el barrio de Horta (donde Jan vivió por un tiempo), El Masnou, etc. Jan se ha reconocido además un observador maniático de gente, ambientes o modas urbanas, y ha manifestado en alguna ocasión que le interesan «los temas que hacen ruido, como las elecciones». Esta intención de contemplar el mundo que nos rodea se puede advertir también en la diversidad de temas de actualidad y referencias culturales que aborda la colección; ejemplos de ello son la obra de Los cabecicubos, escrita durante la Transición como retrato surrelista de esta, u otros asuntos más coyunturales como Osama Bin Laden, caricaturizado como Bin Ladillen en Nosotros los Papino; la televisión digital en El dios del bit; o Monster Chapapote, una alusión a la crisis producida por el petrolero Prestige.

### Documentación
Siempre que empiezo una historia, primero me documento y reúno material de todo tipo. Vázquez me decía que estaba loco pues los demás tendían a simplificar su dibujo y yo siempre me complicaba la vida.
Jan

Con un fondo habitual de ideas por elegir y desarrollar, cuando finalmente el dibujante elige algún tema procura documentarse lo mejor posible, investigar y empaparse de suficiente información. Esta fase, en la que estudia el tema, reúne material de documentación y escribe el guion, suele ocuparle aproximadamente un mes. Como ejemplo, para la realización de La caja de Pandora Jan se documentó ampliamente sobre diversas mitologías de la humanidad y sobre parapsicología. Estos estudios le agradaron tanto que en alguna ocasión ha expresado que considera a este álbum como el mejor que ha realizado, porque le salió más redondo en aquella etapa. Con La caja de Pandora acabó además de perfilar su manera de realizar los guiones.
Jan también quedó muy satisfecho con la realización de El infierno, cuyo punto de inicio se debe, según manifestó el propio autor, a una declaración del papa de que el infierno realmente existía. El dibujante se dedicó entonces a estudiar La Divina Comedia de Dante y otros clásicos como El Diablo Cojuelo de Luis Vélez de Guevara y el Fausto de Goethe. Puede advertirse el paralelismo entre el infierno que Superlópez debe atravesar en su historia y el descrito en La Divina Comedia. Otros de sus álbumes favoritos son Tirannosaurus Sect o Los ladrones de ozono, mientras que El supercrack, que no fue elaborado por interés del autor, es considerado por este como el peor que ha realizado. Esta aventura, que gira en torno al fútbol, constituyó también otro ejemplo intenso de documentación, pues a Jan no le gusta este deporte y apenas lo conocía; tuvo, por tanto, que estudiarse gran cantidad de libros acerca de su historia, reglas y técnicas, y fue al Camp Nou, donde realizó fotos del estadio y del museo.

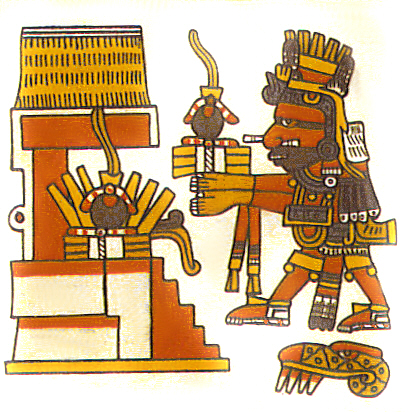
En El tesoro del Ciuacoatl Jan realizó una detallada labor de documentación sobre la cultura mexicana.

Este gusto por el detalle es una constante en toda la obra del autor, y pueden encontrarse continuamente ejemplos sobre este proceder en sus guiones para Superlópez. Hay que resaltar que Jan es sordo total desde aproximadamente los seis años; este handicap ha ayudado a que, además de autodidacta, sea un gran observador y muy detallista. De este modo, el autor se ha dedicado en ocasiones a estudiar los modos de hablar de tribus urbanas o de los países que visita. Un caso paradigmático de este empeño se dio en el álbum El tesoro del Ciuacoatl, ambientado en México, donde tuvo que investigar sobre la forma de hablar local; para poder caracterizar bien a los personajes apuntó todo tipo de frases que encontraba en los periódicos mexicanos, carteles, rótulos de las calles, grafitis, folletos populares o simplemente preguntando.
Asimismo, pueden citarse otros títulos clásicos donde el autor se documentó concienzudamente, como Al centro de la tierra, basado en la novela de Julio Verne, o aventuras más recientes como El patio de tu casa es particular, donde la acción se traslada a la época de las guerras carlistas.
Como se ha indicado, Jan no solo pone cuidado a la hora de documentarse sobre los temas que narra en cada historieta, sino que intenta igualmente detallar de forma realista el paisaje y ambiente presente en sus dibujos:

Cuando tengo un guion resuelto me pongo nervioso, me da por revolver revistas, libros, recortar periódicos, hurgar en mi pequeño archivo de recortes y, finalmente, cojo mi cámara y me doy una vuelta por la ciudad fotografiando todo lo susceptible de servir como escenario de la historieta que voy a hacer.
Jan

Un ejemplo de esto es la aventura Los cerditos de Camprodón, donde, tras visitar Camprodón —un pueblo del norte de Cataluña—, el dibujante pensó en crear una historieta ambientada en ese entorno. Se trasladó allí para realizar el guion sobre el terreno e hizo cientos de fotografías. Posteriormente también se basó en recortes de periódico para realizar una representación de la cárcel Modelo, que quedó sin ser fotografiada.

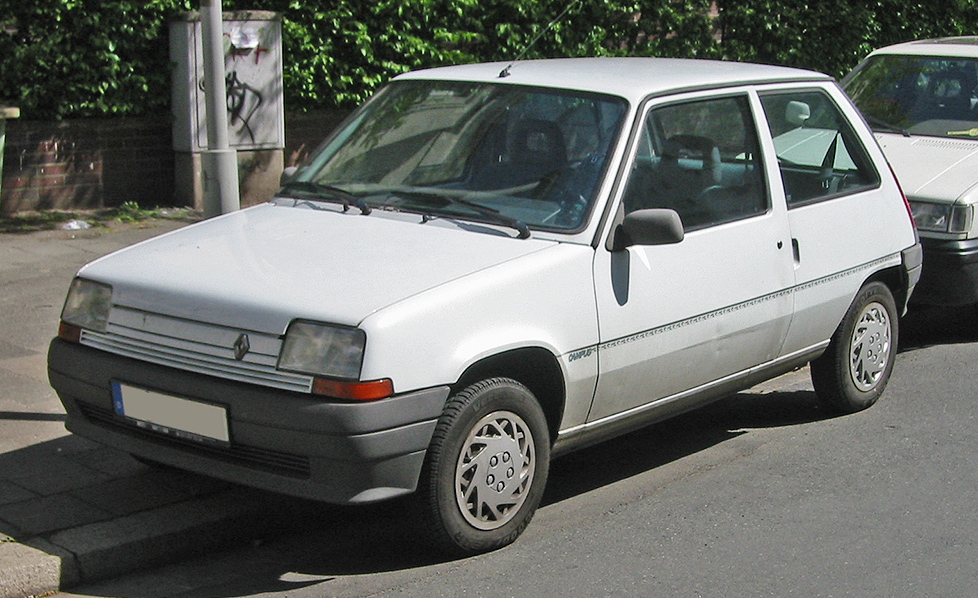
Renault 5 similar al modelo utilizado por López en Petisoperías.

El realismo se aplica del mismo modo a otros objetos presentes en el escenario, como por ejemplo los medios de transporte. Jan suele fijarse en modelos a escala de coches, motos y demás vehículos, comprados en tiendas de aeromodelismo, para ambientar apropiadamente cada aventura. En Los Cerditos... utilizó cinco modelos de coches y tres de motos para tal fin. Asimismo, esta preocupación viene reflejada en la manera de vestir de los personajes. Tal y como explica el propio dibujante:

Por mi parte prefiero la documentación ambiental, y un tanto también de vestuario; no se puede vestir a la gente actual como hace veinte años... Me he puesto a mirar cómo ha cambiado el vestuario de mis personajes y me pregunto cómo los voy a vestir en la próxima historieta.
Jan

Las nuevas tecnologías y en especial Internet ayudaron a Jan a simplificar su búsqueda de documentación, permitiéndole prescindir de los recorridos por librerías y la carga de paquetes de libros.

### Desarrollo de los guiones

#### Estructura en capítulos
La distribución en capítulos impuesta por la publicación seriada de los primeros álbumes llevó a Jan a una etapa donde adaptó este sistema de distintas formas, con un estilo particular en la estructura de cada una de las historietas. Utilizó una división de los capítulos por días en La semana más larga, en los que el total formaba una semana completa; en otras ocasiones, los capítulos constituían estados de ánimo, aspectos de la personalidad, fases de un proceso o sencillamente un avance en la trama. Omaetxebarria y Pascual han comentado que esta división convirtió progresivamente a la etapa en la más lúcida en cuanto a guiones. En esta época se mejora igualmente el chiste repetitivo ya presente con Efepé, y se muestran habituales estructuras repetitivas con idénticos principios y finales o viñetas en posiciones ya vistas, así como finales abruptos en apenas dos páginas.

#### Entornos realistas
En cuanto sitúas la acción en determinada época o lugar es lógico que busques especificarlo en los dibujos, y no basta que el personaje pase junto a una cabina telefónica roja y diga «estoy en Londres». Intento que se vea que está en Londres y si el lector llega a reconocer entornos que él mismo ha visto, tanto mejor... resulta más creíble.
Jan

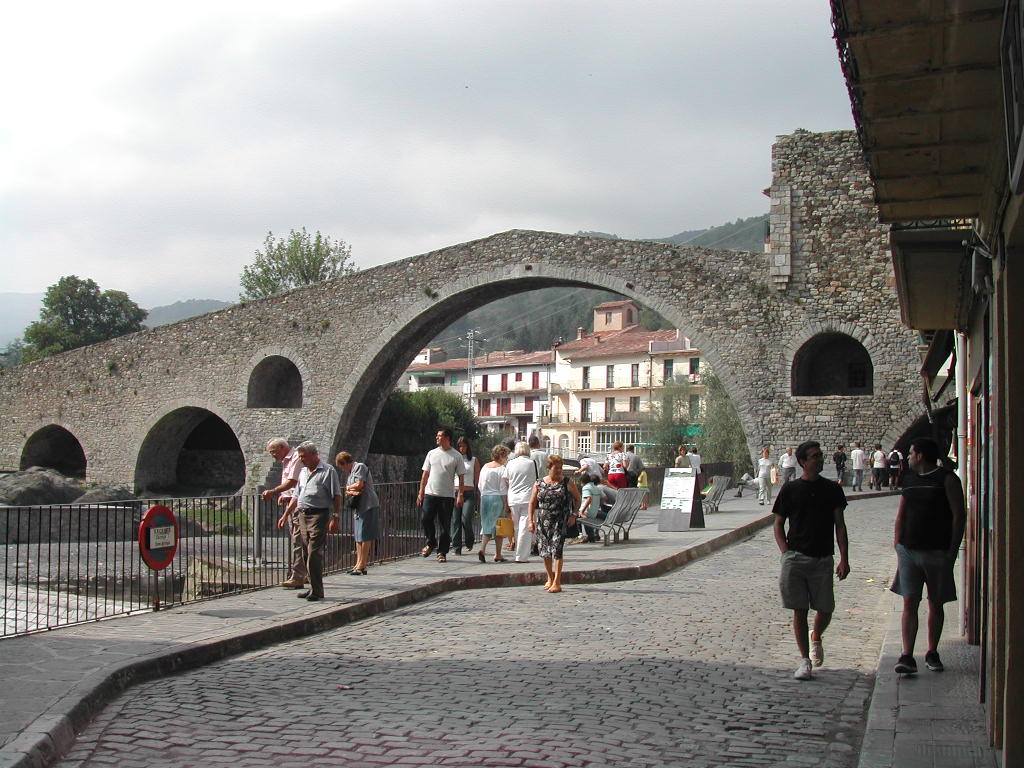
Jan se trasladó a Camprodón para realizar el guion de Los cerditos de Camprodón sobre el terreno, e hizo cientos de fotografías.

Como ya se ha comentado, Jan acostumbra a ambientar fielmente las aventuras de Superlópez. Busca ser coherente y convincente, y que el lector reconozca los entornos, ya que así tienen más vida. Sin embargo, ello no significa que tome como modelo la realidad, sino que la ambienta desarrollando los temas de manera surrealista. De esta manera, aunque la España actual se refleje en los temas, los personajes y el tratamiento de las historias pocas veces tienen que ver.
Esta pretensión por el detalle le ha llevado a realizar algunos álbumes donde destaca la representación fidedigna en las viñetas de escenarios de las zonas en donde transcurren las historietas, como por ejemplo el ya mencionado Los Cerditos de Camprodón. El viaje se convierte así en la fórmula narrativa en la que se apoyan algunas historietas, con Superlópez conducido a través de cada escenario, y constituye de forma usual un pretexto como detonante de la acción. Al dibujante siempre le ha interesado conocer cómo eran en realidad los escenarios que representaba en sus cómics por lo que, para la realización de la mayoría de este tipo de aventuras, solía visitar personalmente el lugar donde se iba a ambientar la historia y realizaba gran cantidad de fotografías (de 600 a 800) a todos los objetos o enclaves susceptibles de ser dibujados. Para ello cargaba un pesado equipo con dos cámaras y numerosos carretes, aunque la fotografía digital ha mejorado este aspecto.

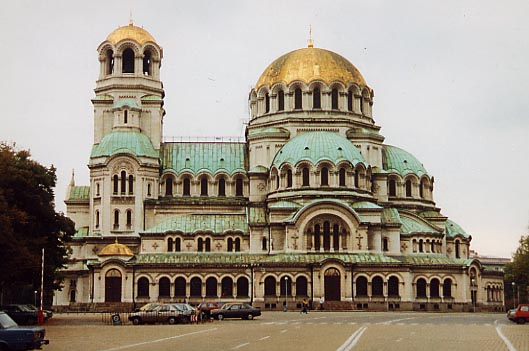
La catedral de Alejandro Nevski, representada en Periplo búlgaro.

La primera historia que inicia esta impronta característica de determinados volúmenes de la colección es Periplo búlgaro, ambientado en Bulgaria, donde Jan quiso explícitamente que pareciera un viaje turístico. Para ello se dispuso a dibujar los ambientes de Sofía, desde pintorescos tranvías amarillos hasta antiguas callejuelas de casas de madera de Plovdiv y Veliko o los restos arqueológicos del teatro romano de Plovdiv. Esta atmósfera turística, sin embargo, hizo que el dibujante se ganara la crítica de que hacía catálogos turísticos en lugar de cómics.
Para la realización de Al centro de la Tierra Jan buscó igualmente la recreación fidedigna de la atmósfera del libro de Julio Verne, para lo que estudió tanto ilustraciones como las descripciones del trayecto y libros de espeleología, geología y mineralogía. Por su parte, para las vistas de Londres, París, Países Bajos, Hamburgo, etc., se basó en fotografías de libros, revistas, postales y similares.

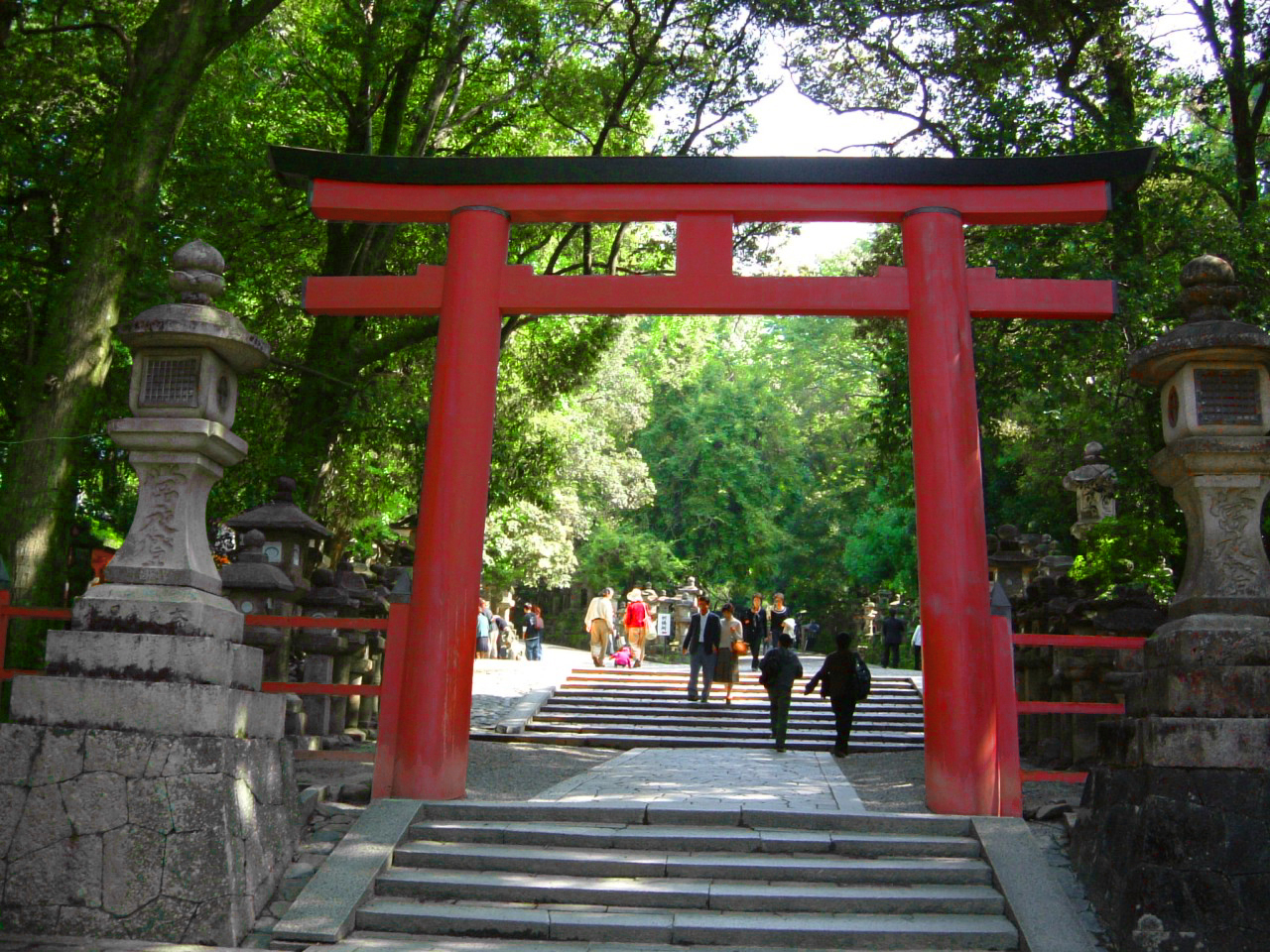
Foto de un torii en Nara (Japón), representado en una viñeta de La banda del dragón despeinado.

Asimismo, el ilustrador viajó a Arlés, con el guion ya preparado, para documentarse sobre el entorno del pintor Van Gogh cuando montó la Maison Jaune junto con Gauguin e ilustrar así su volumen La Casa Amarilla. En el mismo caso se encuentra El castillo de arena, para el que Jan se desplazó hasta Túnez con un guion ya establecido. En otros exponentes de este tipo de álbumes, sin embargo, el autor trabajó las ideas de los guiones durante la realización de los mismos viajes, como por ejemplo en La banda del Dragón Despeinado, cuya trama ocurre en Japón; o El tesoro del Ciuacoatl, en México.
Esta clasificación también incluye a Las montañas voladoras, que recorre la extensión del Principado de Andorra y se inspira en la historia de Boris I de Andorra. No en vano esta última aventura cuenta además con una edición traducida al catalán con motivo de la edición de 2005 del certamen La Massana Cómic. Igualmente, cabe mencionar obras tales como Un camello subió al tranvía en Grenoble... u Hotel Pánico.
No obstante, a pesar de que al autor le gusta conocer lugares nuevos, ha desistido de seguir realizando este tipo de viajes para documentarse allá donde no pueda pasar desapercibido, principalmente por entender que el comportamiento turístico supone un daño a los países que lo reciben.

#### Crítica social
Cada historia se inspira en una problemática social concreta aunque no siempre se muestra con claridad, y depende de la actualidad... Se trata de que los lectores piensen un poco.
Jan

Miro la vida, lo que pasa en este barco redondo en el que todos navegamos, y me gustaría contribuir a que muchos se dieran cuenta de que lo estamos echando a perder... si no lo está ya.
Jan

Desde su toma de control sobre los guiones, Jan procura centrar los temas de sus álbumes alrededor de la realidad social de una manera surrealista. El autor ha admitido tener una inclinación bastante docente, y su intención era desde un principio realizar historietas con mayor contenido crítico social, del estilo de Spirou, lo cual no encajaba en el modelo Bruguera. Paradójicamente, las historietas de Spirou se compraban a agencias en las propias revistas Bruguera. Con el tiempo, en los álbumes ha ido cobrando fuerza progresivamente esa mayor carga social, donde cada lector puede sacar conclusiones distintas y diferentes lecturas. Mediante la utilización de Superlópez como medio para mencionar, plantear o recordar distintos problemas, cada aventura se convierte en una invitación a reflexionar sobre un tema y un reflejo de la realidad bajo una perspectiva irónica a la vez que crítica. La ambientación fantástica de algunos álbumes ayuda asimismo a mantener distancia con la realidad. Jan ha hablado, por ejemplo, de su intención al realizar El gran botellón: «Señalo cómo una actitud de los jóvenes es explotada, con la consiguiente reacción lógica que lleva al extremo de su prohibición, todo un síntoma de fracaso social».
Así, cada historia descansa en un trasfondo de crítica social, pero sin pretender al mismo tiempo dar soluciones. No intenta aleccionar ni tomar partido, «sino esperando que el lector quizá acabe tomando el suyo». El autor intenta no plantear verdades cerradas puesto que, según él, «toda verdad tiene muchas caras, como las piedras preciosas».

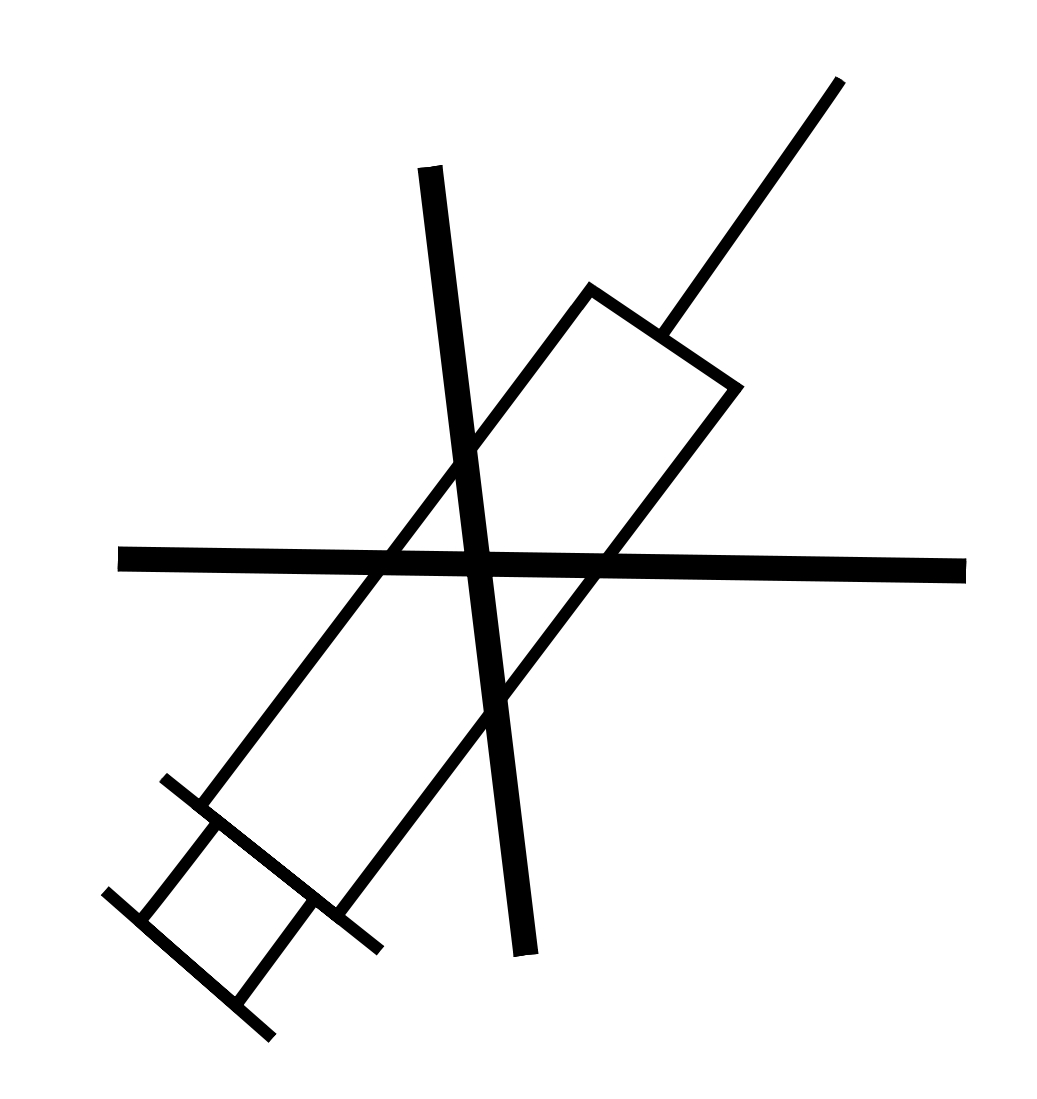
Son habituales mensajes contra las drogas en los álbumes.

Entre los temas criticados con más frecuencia se encuentran referencias explícitas contrarias al uso del tabaco o las drogas, con mensajes como «no fumes y lee», «no por mucho fumar amanece más temprano», «si os ofrecen chocolate decid que... ¡naranjas!», «Calle cortada al tráfico» o carteles con jeringuillas tachadas. Para entender mejor el objeto de esta campaña hay que resaltar que el público al que intenta llegar el autor con estos dibujos son principalmente los niños, por lo que, si bien el propio dibujante era fumador hasta 1990 (e incluso fuma ocasionalmente en pipa), sí que está en contra del consumo del tabaco u otras sustancias nocivas en niños. En otras ocasiones, se ha hecho alusión al tema de los toros.

Como mención de algunos álbumes donde se tratan diferentes temas podemos citar Los cabecicubos, retrato surrealista de la Transición; Un camello subió al tranvía..., donde se lucha contra el tráfico de drogas; El gran botellón, sobre el consumo de alcohol y drogas de diseño entre los jóvenes; El caserón fantasma, donde se pone de manifiesto el tráfico y explotación de niños en el Tercer Mundo; Tras la persiana..., acerca de la explotación en talleres; o Hipotecarión, donde se refleja la burbuja inmobiliaria y todo su entramado.

### Dibujo
Los cambios en el dibujo se explican simplemente porque quiero hacerlo cada vez mejor. [...] También están las ganas de experimentar, que es otra manera de hacerlo mejor: para crear hay que buscar, probar, y si hace falta fracasar se fracasa. Siempre he evitado hacer lo mismo exactamente igual. En cuanto a la paleta, depende de los métodos de impresión que fueron cambiando más a menudo de lo que la gente cree.
Jan

Una vez perfilado el guion, el proceso de dibujo puede llevarle al autor entre tres y cuatro meses, si bien este ha ido cambiando con la serie a través de los años. Aunque los métodos de reproducción e impresión usados han ido variando con el tiempo, Jan siempre ha trabajado con lápiz y tinta, y sigue dibujando y entintando igual que hace 40 años. Aun así, algunos de los materiales que utilizaba asiduamente han dejado de fabricarse, por lo que ha ido adaptándose a las modificaciones; como ejemplo, ha tenido que cambiar en varias ocasiones de plumilla. En la década de 1980 el dibujante comentó su método de trabajo: como primer paso, creaba un pequeño boceto de entre 4 y 10 centímetros de alto para visualizar la página entera. A continuación, trasladaba esa idea a una página más grande, esbozando con lápiz rojo, donde también escribía el texto de los bocadillos para calcular su espacio. En ocasiones se ayudaba de otros materiales, como lápices verdes, azules, negros blandos, e incluso boli o rotulador. Tras esto, la página se utilizaba como modelo para dibujar, en una cartulina colocada encima del boceto, la versión final con lápiz de mina dura. Finalmente, en el entintado el dibujante perfeccionaba el dibujo realizado a lápiz. Más recientemente, Jan ha mencionado que aboceta con lápiz 2B en hojas grandes, que luego son calcadas con lápiz de punta fina, para terminar con un entintado a plumilla.

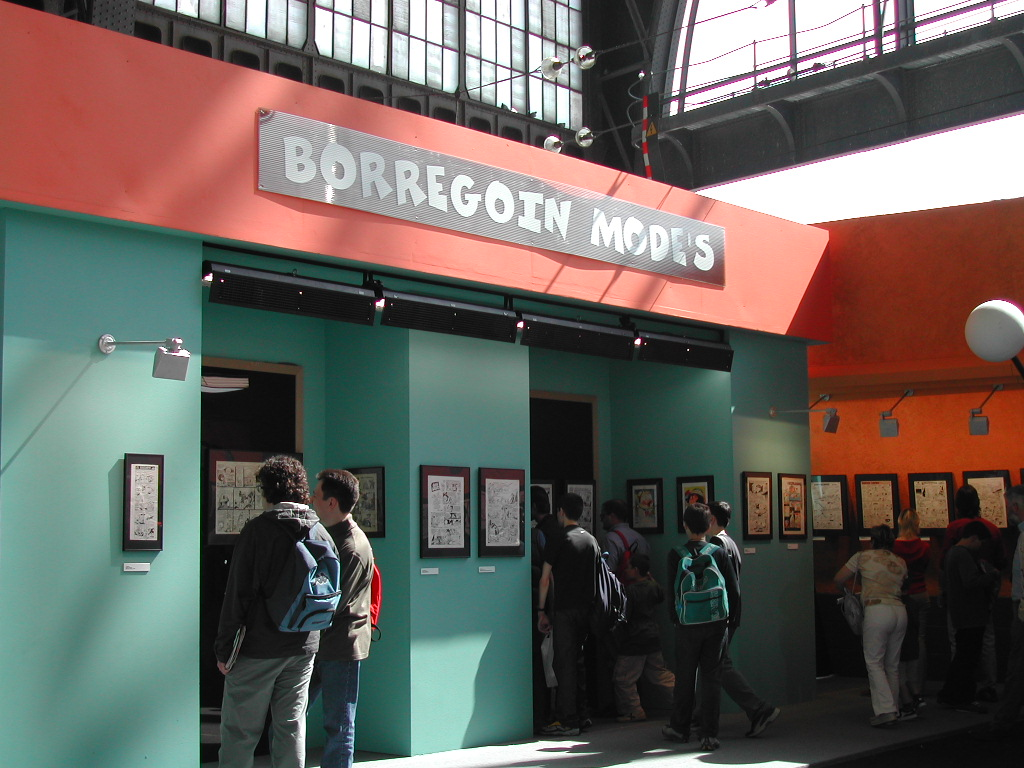
Vista general de la exposición del Salón del Cómic de Barcelona dedicada a la obra de Jan, en 2003.

Desde su etapa en Bruguera el dibujante quería conseguir una evolución en el formato. El leonés tiene un estilo de dibujo muy personal, y nunca le llegó a gustar la escuela Bruguera, pero en sus comienzos se vio obligado a plegarse al estilo de la editorial; al respecto, ha llegado a comentar que sufrió presiones por ejemplo para que recortara las narices. Era, en sus propias palabras, «un rebelde al que le ponían un corsé». Poco a poco, y gracias al relevo paulatino de los directivos, el dibujo fue adoptando la forma con la que su creador se sentía más cómodo, desde las tradicionales historietas Bruguera de viñetas pequeñas y chistes de una o dos páginas, hasta alcanzar un formato con viñetas más grandes semejante al modelo franco-belga de la época, como en Spirou. El dibujante ha comentado que, en busca de lo que quería hacer y aprender a hacer, ya en Los Alienígenas llenaba las viñetas alegremente, lo que no era bien recibido en la editorial. Según Antoni Guiral, cuando Jan llega a Bruguera «rompe todos los esquemas de la línea blanda de la editorial, aportando [...] un grafismo fresco y lleno de matices, de trazo vivo y muy particular». Omaetxebarria y Pascual han indicado igualmente que «su estilo se revela como personal e intransferible, y destaca especialmente del resto de tebeos de la editorial, tanto en el trazo, color, composición...»
Jan defiende que hay que modernizarse continuamente en el dibujo, lo que le ha llevado a experimentar con la presentación de las viñetas y su distribución como función narrativa. Puede advertirse cómo en los primeros números las viñetas son efectivamente de menor tamaño, mientras que en los más recientes estas son más grandes, con una cantidad mayor tanto en detalle como en planos generales. También se pueden apreciar otros cambios progresivos, como el modo de vestir de los personajes, las canas del protagonista, o el estilo de los bocadillos con unas flechas cada vez más simples. Otro elemento característico del dibujo de las viñetas es el empleo de esquinas dobladas, como indicación de lapsus temporal. Asimismo, como truco para atraer la atención del lector se incluyen asiduamente en las páginas elementos como moscas o petisos.
Muchos han elogiado la habilidad de Jan como dibujante, y el propio autor confiesa su empeño en intentar dibujar cada vez mejor. Omaetxebarria y Pascual le han llegado a comparar con Will Eisner, y han destacado su «sobresaliente dominio del dibujo y la expresión, puesta en escena resuelta con encuadres inusuales que contribuyen al desarrollo de la acción, personajes que actúan de forma teatral, combinación texto-imagen que funciona como un todo coherente, empleo de la página con una planificación de las viñetas que influye en el ritmo de lectura y pausas del relato...».

### Coloreado

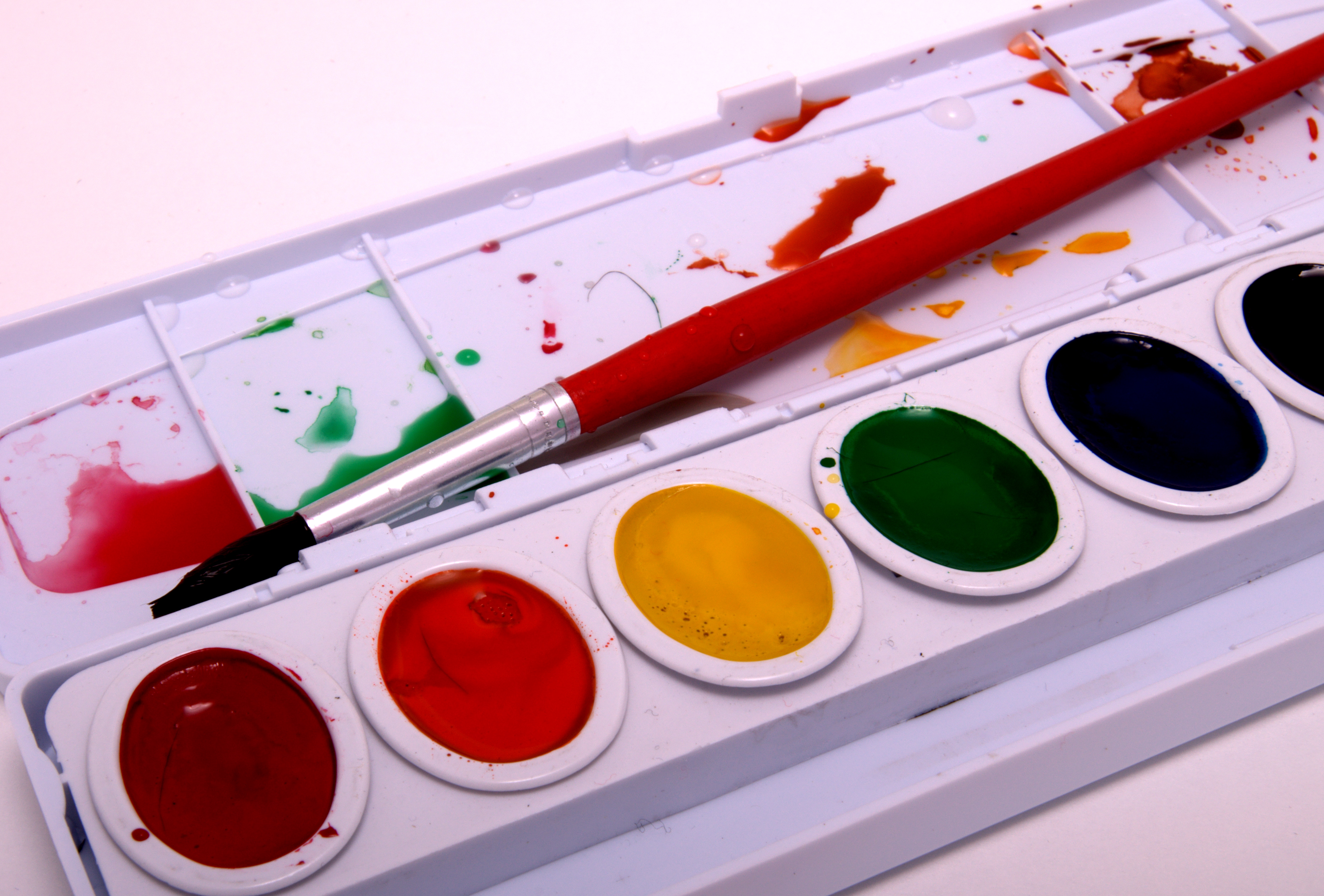
Set de acuarelas líquidas.

El proceso de coloreado ha ido variando igualmente a lo largo de los álbumes: ya desde los primeros Jan rehuyó de la práctica habitual de Bruguera de dar color por indicación, con un empleo del color en el que rechaza los tonos planos, y con el que evoluciona conjuntamente al dibujo aproximándose también al modelo europeo.
El propio dibujante comentó: «Yo de hecho era casi el único que no aceptaba que me pusiera el color el grabador ni la rotulación mecánica, que ortográficamente hablando era horrorosa, empezaron suprimiendo los acentos alegando que las mayúsculas no se acentuaban, y yo no estaba de acuerdo».
En algunas entregas de la serie su creador utilizó la técnica de color directo, es decir, la aplicación de los colores sobre el mismo dibujo original. Para esto, Jan se valía de acuarelas líquidas para no tapar la línea de tinta, como ocurriría con el uso de gouache o acuarelas normales, que son opacas; para la terminación de los detalles empleaba rotuladores y lápices de colores. Con este método se colorearon álbumes como Al centro de la Tierra y Los petisos carambanales, así como portadas. Jan, sin embargo, no siempre se ha encargado de dar color: en las aventuras de la etapa de Efepé, Cristina Brunet, sobrina del dibujante, era quien se ocupaba de esta tarea; en otros casos se empleó la pauta azul: tras grabar el original, en blanco y negro, se imprimen unas copias en color azul claro y estas son las que se colorean. El asombro del robot, Periplo búlgaro o La caja de Pandora son algunos de los álbumes pintados con esta técnica. Las técnicas de impresión conllevaron además otros cambios; como ejemplo, Jan tuvo que volver a pintar todos los álbumes al pasar al sistema de escáner para hacer fotolitos.
En busca del mejor resultado el dibujante procura estar al día en los sistemas de color. Por ello, cuando los Macintosh llegaron a los 200 MHz de velocidad Jan decidió utilizar la técnica de coloreado por ordenador, concretamente a partir de la publicación de El Dios del bit. Desde entonces, no utiliza acuarelas si no es para exponer un original, y ha pasado a emplear el ordenador para rotular, montar las páginas, dar color y grabar para la imprenta. Este cambio no fue, sin embargo, en busca de una mayor comodidad o para reducir el tiempo de trabajo, pues el dibujante asegura emplear un tiempo similar en terminar sus páginas. Aunque su concepto de color por ordenador es el de pintar con este exactamente igual a como lo haría con pinceles y acuarelas, la utilización de esta herramienta en los cómics más recientes influye en los estilos de dibujo empleados y contribuye a añadir más detalle a algunas viñetas, así como también le proporciona mayor control sobre los resultados. Tras el escaneo, se ayuda de aparatos tales como una tableta gráfica y programas de edición de imágenes para dar finalmente el color.

## Universo de Superlópez

### Personajes

#### Juan López/Superlópez
Superlópez nació en el planeta Chitón bajo el nombre de Jo-Con-Él y, después de colarse en un cohete, llegó a la Tierra siendo todavía bebé. Se pueden notar las similitudes con la historia de Superman, el cual nació en Kriptón y fue llamado Kal-El. Tras el aterrizaje, el niño es adoptado por la familia López —una pareja de ancianos residentes en Lérida— con el nombre de Juan López Fernández. Para nombrar al personaje, Jan buscaba un nombre que fuera paradigma de una personalidad media corrientísima, y que finalmente encontró en el suyo propio. López crece intentando llevar una vida común al tiempo que se esfuerza en controlar sus superpoderes y combatir el mal. Ya en su madurez, el personaje comienza a trabajar como un contable corriente en una oficina, en Barcelona. Sometido a la presión de su jefe y a los antojos de su novia Luisa Lanas, se realiza y evade de la rutina diaria ejerciendo de superhéroe bajo el alter ego de Superlópez, a menudo intentando comprender inútilmente qué ocurre a su alrededor y avanzando a base de mamporrazos hasta resolver los problemas por fortuna.

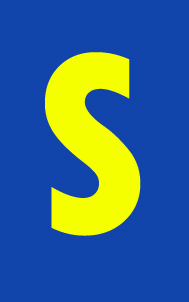
Letra S similar a la usada por Superlópez en su traje a partir de Los alienígenas.

López, oficinista de vida gris y forofo del equipo de fútbol Parchelona FC, es representación del español medio. Sobre esto, en el número 6 de la serie coleccionable Oye Mira publicado por Bruguera en 1981, Jan explicó: «Superlópez es un vulgar y corriente superhéroe con todos los poderes, superpoderes y extrapoderes que los señores López sueñan poseer como contrapartida de sus diarias frustraciones. Es el mismo López, Gómez, Rodríguez, del colmado, del estanco, de la oficina, de la peluquería, etc.... En suma, que Superlópez somos todos».
Por su parte, el aspecto de Superlópez es peculiar: cuenta con bigote y pelo negros (aunque con el tiempo se le añadieron canas) y viste un traje azul, similar a un pijama, que le cubre completamente excepto la cabeza y las manos. En el pecho porta una gran S amarilla y, al igual que Superman, lleva una capa roja y unos calzoncillos de slip negros por encima de los pantalones. Asimismo, el protagonista cuenta con Villa Soledad, al estilo de la Fortaleza de la Soledad del superhéroe de DC Comics, una vivienda situada en el Ártico y utilizada como lugar de retiro. En un principio, el personaje oculta su identidad secreta bajo unas gafas, al igual que Clark Kent, pero en La caja de Pandora se le rompen y deja de usarlas. El nombre de sus compañeros de trabajo tampoco es casual si se observa el paralelismo de Luisa Lanas con Lois Lane (novia de Superman) y de Jaime González con Jimmy Olsen (compañero de Clark Kent), así como con el personaje del jefe, sin nombre definido, y Perry White.
Superlópez cuenta con una gran diversidad de superpoderes, propios de su condición de extraterrestre, aunque en Los alienígenas parece perderlos si no tiene puesto su traje: no puede volar y se estrella dos veces contra la acera. Concretamente, algunos de sus superpoderes son superfuerza, vuelo, supervelocidad, visión de rayos X, supervista, superoído y supersoplido, los cuales aumentan cuanto más enfadado está. También es muy resistente a cualquier tipo de impacto —si bien, al ser golpeado por balas sí parece que le duelan— y prácticamente invulnerable, excepto por la chiktonita, que le produce alergia. La posición que utiliza Superlópez para volar es curiosa, puesto que a partir de Los Alienígenas lo hace con los puños en forma de cuernos. Por otra parte, el traje en sí parece constar de algunas otras propiedades interesantes, como son la impermeabilidad —protege el códice en El tesoro del Ciuacoatl— y la incombustibilidad, tal y como puede observarse al compararlo con las capas falsas de El infierno.

#### Personajes secundarios
- Jaime González Lidenbrock: Es compañero de trabajo de Luisa y Juan. Con pelo rubio rizado y una gran nariz curvada hacia abajo, Jaime realiza en los primeros cómics un papel de personaje chivato y vil, que desconfía de López. Más tarde, el personaje evoluciona y pierde ese carácter malévolo hasta convertirse en buen amigo de Superlópez y coprotagonista de muchas de las aventuras.[104] Su bisabuelo era el profesor Axel Lidenbrock,[78] protagonista de la novela Viaje al centro de la Tierra.

- Luisa Lanas: También compañera de trabajo, novia de Juan y amiga de Jaime. Tiene un carácter fuerte y dominante y, al contrario que Lois Lane, no soporta el personaje de superhéroe de Superlópez, al que llama «supermedianía» —en clara referencia contrapuesta al apelativo de Superman «superhombre de acero»—, pelagatos o inútil.[104] Es altiva, tonta e insoportable, y no le cae bien Superlópez porque, en palabras de Jan, pretende que las actuaciones de este son «puro afán de protagonismo».[77][105]

- El jefe: El jefe de la empresa —la cual sufre durante la serie numerosos cambios de ocupación— donde trabajan Juan, Jaime y Luisa. Es un personaje calvo, con gafas y obeso, que acostumbra llevar traje y fumar puros.[104] Cobra un protagonismo especial en algunos números como Los cabecicubos, Periplo búlgaro, El Tesoro del Ciuacoatl, La banda del dragón despeinado o El infierno, en donde llega incluso a intentar vender su alma para conseguir el éxito de su empresa.[106][100]

- Inspector Hólmez: Inspector de policía admirador del inspector Dan, lleva indefectiblemente una gabardina y sombrero beiges. No muy avispado, excesivamente burocrático y poco eficiente, suele encontrar a Superlópez en las salidas en las que interviene.[100] Sus frases típicas son «Sargento, tome nota» y «Sospechoso, sospechoso», y suele mostrarse pidiendo cacahuetes. Durante la epidemia de los cabecicubos concentró la resistencia ciudadana en las alcantarillas en el G.U.A. (Guerrilla Urbana Anticabecicuba).[107]

- Martha Hólmez: Hija del Inspector Hólmez, es una chica inteligente e idealista que aparece por primera vez en Los cabecicubos bajo el rol de una atracadora de bancos. Más adelante, Superlópez le convence para cambiar el hobby de coleccionar los botines por el de la ilustración.[104] En un principio vive en una casa junto con su abuela loca, y en sucesivas aventuras forma una familia con Chico Humitsec.[108]

- Chico Humitsec: Realiza su aparición en Los cerditos de Camprodón, como un adolescente que domina con soltura la informática.  Es a partir de Un camello subió... cuando cobra más protagonismo, tras conocer a Martha.

- Escariano Avieso: este calvo e inquietante inventor, uniformado invariablemente con bata blanca y gafas negras, realiza su primera aparición en «La semana más larga». De malévolas intenciones, es muy despistado y desorganizado, hasta el punto de que como calzado siempre lleve un zapato en un pie y una pantufla en el otro. A pesar de ello, sus numerosas creaciones —basadas habitualmente en los circuitos escarolitrópico-gmnésicos de su invención y orientadas al crimen— dan más de un quebradero de cabeza a Superlópez, aunque la aplicación práctica de sus inventos suele ser poco útil.[100] Se ha asociado en alguna ocasión con otros antagonistas como Al Trapone, Refuller D'Abastos o Nasty.com.

- Al Trapone y su banda: Trapone es un gánster, jefe de una banda de delincuentes formada habitualmente por personajes cuyo nombre o mote hace referencia a su aspecto, como Carasucia, Carapincho, Caracortada o Pistolet, entre otros.[100] Siempre anda en negocios ilegales y en ocasiones se ha asociado con el profesor Escariano Avieso o Refuller D'Abastos.

- Refuller D’abastos: Jorobado, estafador, corrupto y calvo, le podemos ver en su primera aparición como ministro de Tontecarlo en En el país de los juegos, el tuerto es el rey. Más tarde se independizó dedicándose a otros negocios como el tráfico de drogas, y estableció relaciones con Al Trapone, Escariano Avieso o Nasty.com. Lady Araña formaba parte de su banda.

- Lady Araña: Esta malvada y manipuladora pelirroja cuenta con toda una trilogía dedicada a ella. Estuvo en la banda de Refuller D'Abastos hasta que se estableció por su cuenta. Posteriormente decidió montar una floristería para retirarse temporalmente de la delincuencia. Tiene un caniche asesino de nombre Tiburón, y un hijo llamado Nasty.com, experto cracker informático, niño prodigio, egocéntrico y vanidoso.

- General Sintacha: General del ejército, aparece por primera vez en Los alienígenas, donde ha de ser ingresado repetidamente en un sanatorio mental. Realiza un papel destacado en Los cabecicubos, e interviene posteriormente en otras aventuras como Los ladrones de ozono o La feria de la muerte.

#### Otros personajes
En las aventuras de Superlópez el autor ha introducido muchos personajes ajenos: Jan, durante años, dibujó para sobrevivir libros troquelados y demás sobre Heidi, Marco, Mortadelo, etc. Por ello es habitual ver en alguna viñeta de los cómics —cual individuo de la ciudad o estampados en camisetas o pósteres— a estos personajes, así como a otros como Anacleto, Pafman e incluso a Pulgarcito, personaje del propio Jan. En Monster Chapapote aparece Mister X, personaje de Athos y Enrique Carlos, quienes tienen la propiedad intelectual de un personaje de Jan: Pun Tarrota.
Además, Jan se ha representado a sí mismo de forma anecdótica en las viñetas, e incluso llega a coprotagonizar la historieta El fantasma del Museo del Prado, incluida en el mismo álbum que Cachabolik Blues Rock. Cítense su aparición en un cartel como cantante de rock en Cachabolik Blues Rock, su asistencia en Los Petisos Carambanales a la boda de Juan y Luisa, o sus explicaciones sobre Superlópez en 25 años de Superlópez.

### Elementos y gags recurrentes

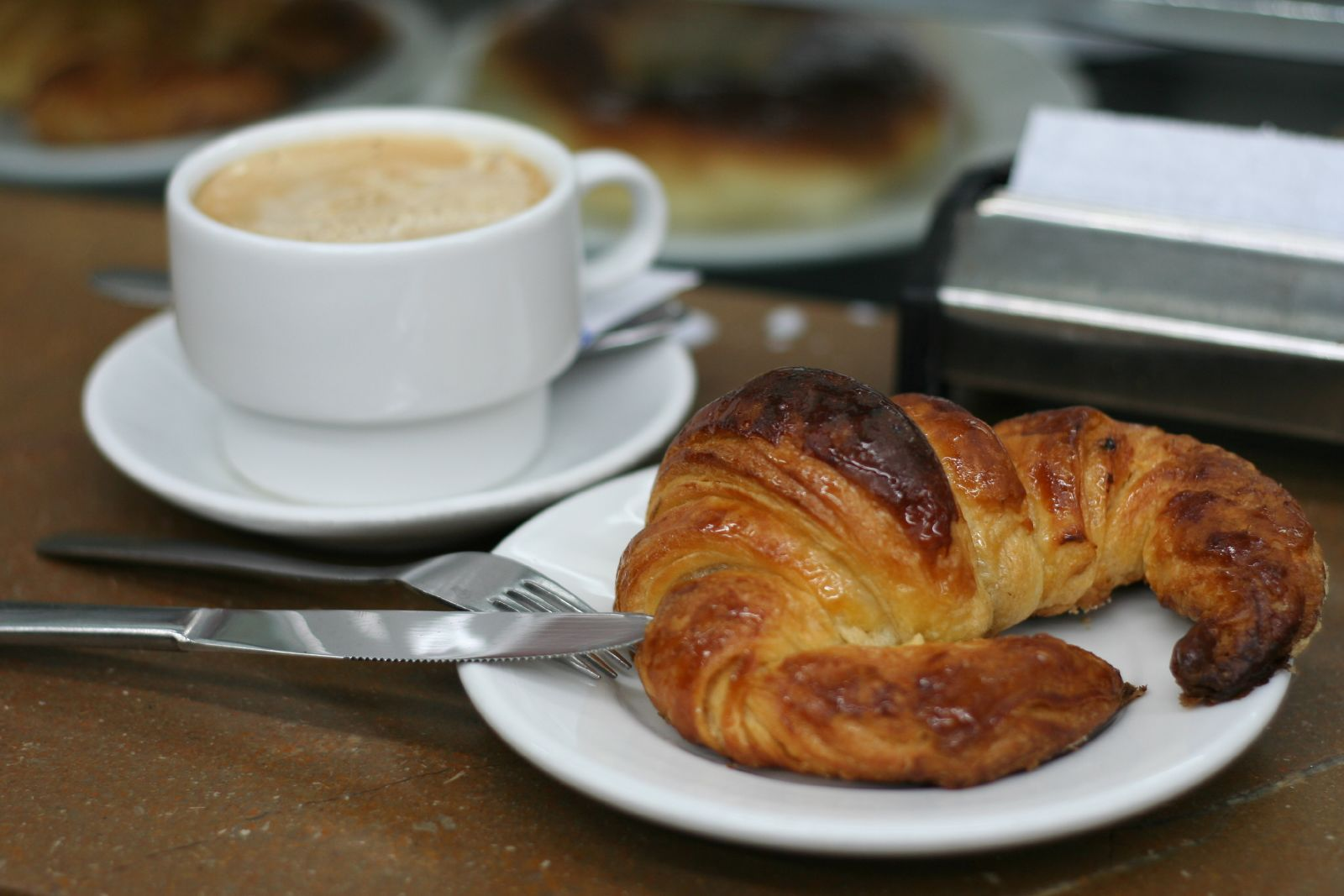
«Un café con leche y un croissant», expresión característica de la serie.

El autor gusta de crearse sus propios tópicos, así como tiene tendencia a evitar los tópicos ajenos, y ello dota a la serie de multitud de elementos particulares. Se pueden encontrar situaciones comunes, presentes a lo largo de muchas historietas, que ayudan a configurar y dotan de identidad al universo de Superlópez, un universo personal de Jan al cual ha llamado su «mundo mágico particular», y que es habitual al lector. Algunos de ellos son:
- Al levantarse cada mañana, somnoliento, López se confunde cuando quiere pedir el desayuno o un billete de metro. Son típicas las frases matutinas «un café con leche y un croissant» delante de una taquilla o «un billete de ida y vuelta a...» ante la barra de algún bar.[104]

- La congestión y el tráfico urbano es habitualmente parodiado, como puede verse por ejemplo en el recurso utilizado de dibujar vehículos que circulan —y aparcan— encima de otros. Los autobuses tampoco se libran de la parodia e incluso López llega a perder los pantalones al bajar de un autobús sobresaturado, al comienzo de Los cabecicubos. Las rutas inverosímiles y absurdas, tanto en autobuses como en señalizaciones, también son muy comunes. Algunos ejemplos son El Masnou-Bangkok,[nota 12] El Masnou-Pekín,[nota 13] o Tokio-Sevilla.[nota 14][114]

- López, alter ego de Superlópez, ocupa su tiempo durante su horario laboral en la realización de gran cantidad de pajaritas, llegando estas en muchas ocasiones a abundar en su despacho.[104] El dibujante interpreta esto como un signo antiburócrata del personaje, más que como un rasgo de vagancia.[115][38]

- Es habitual la inclusión de una frase inicial en la primera página de cada historieta, la cual alude al tema que se desarrolle en cada aventura. Esta tradición empezó a partir de La caja de pandora, publicada por Bruguera, aunque la siguiente entrega —La Gran Superproducción— tampoco se lanzó en un principio con esta característica. Posteriormente, Ediciones B incluyó nuevas frases como introducción en esta y otras historietas anteriores como Los alienígenas, El señor de los chupetes, La semana más larga o Los cabecicubos, aprovechando su reedición.[116]

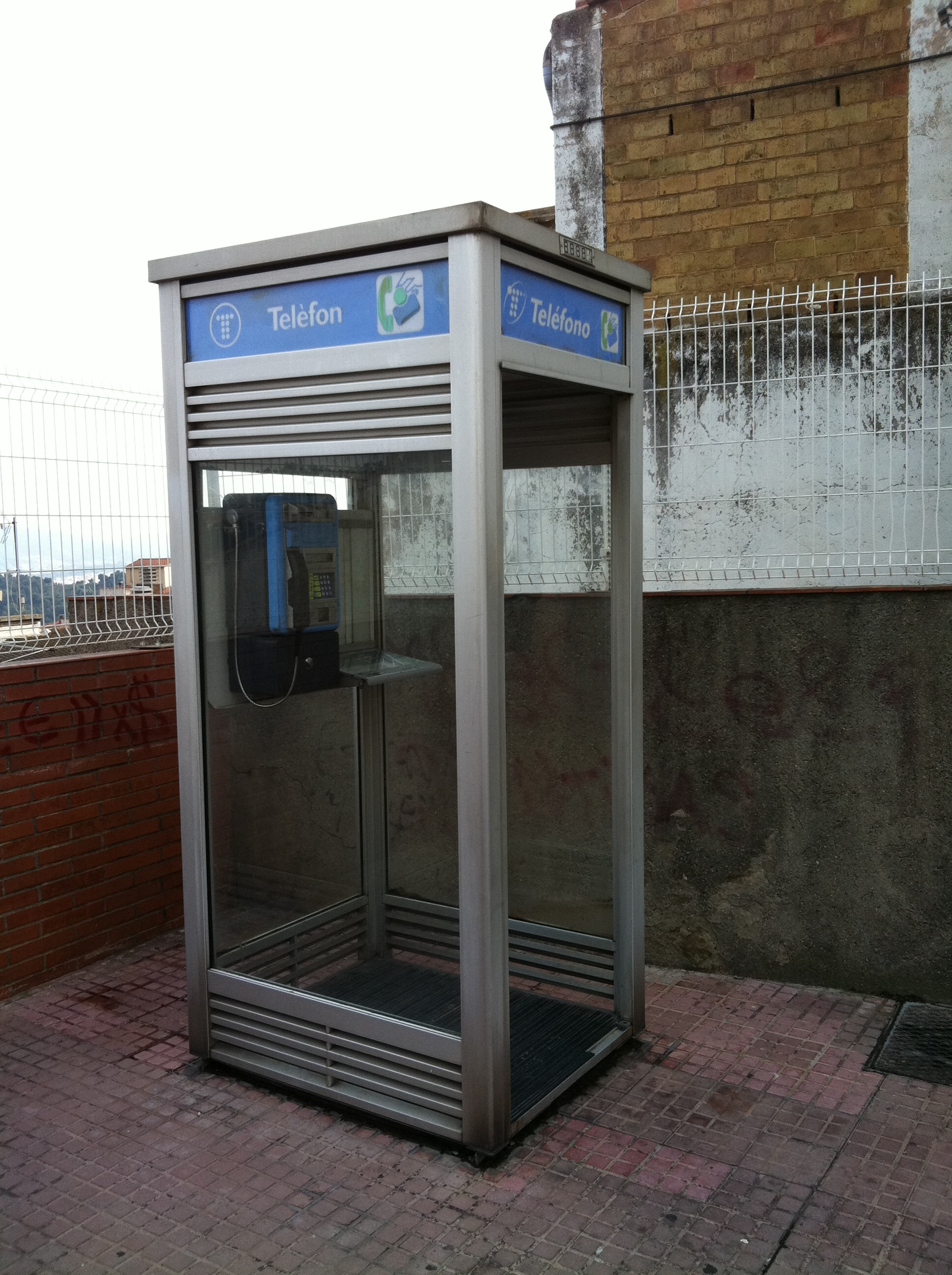
Una cabina telefónica en Cataluña, en 2011.

- Para poder realizar sus cambios de vestimenta, Superlópez utiliza, al igual que Superman, cabinas telefónicas presentes en la vía pública. Sin embargo, este tipo de cabinas acristaladas y aisladas del exterior ya no se encuentran habitualmente en el mundo real, por lo que este recurso se convierte en un anacronismo en los álbumes más modernos, y entra en conflicto con la representación realista y actual de los entornos que es habitual en la serie. Para minimizar esta carencia, podemos ver al protagonista realizar ya sus cambios en cabinas fotográficas, tejados, portales, baños públicos, los lavabos de la oficina o plenamente al descubierto, aprovechando momentos de confusión.

- En el universo de Superlópez, al igual que se produce con los escenarios, se utiliza un lenguaje particular que versiona al mundo real de forma alternativa. Algunas palabras o personajes son denominados de forma que recuerdan a otros. Ejemplos de tales términos son «Parchelona F.C.» (F. C. Barcelona), «Tronak el Kárbaro» (Conan el Bárbaro), «Benault» (Renault), «Brut Kanlaster» (Burt Lancaster), «Al Trapone» (Al Capone), «Lolaspaña» (Lola Flores, ‘Lola de España’), «Stupend Kong» (Stephen Hawking), «Falencia» (Valencia) o «Nipón» (Japón). Se ha llegado a mencionar erróneamente que este lenguaje se debe a la sordera total del autor, pero en realidad estas palabras, simplemente, se las inventa.[55][52]

Hay asimismo otros términos que aparecen continuamente en los álbumes, como es el caso de los circuitos escarolitrópico-gmnésicos —desarrollados por el inquietante profesor Escariano Avieso— y que aparentemente sirven para cualquier cosa que se le antoje a Jan, Kloperotaraska o la palabra papastratos (o patastratos). El origen de esta última se remonta a la etapa en Cuba de Jan, donde la usaba como alusión genérica de empresa o marca de producto en textos de cómic. También es peculiar el uso de la expresión «cachis la mar» (y otras de sus variantes utilizadas como «cachis en la mar», «mecachis» o «cachis»), una interjección utilizada habitualmente por Superlópez que constituye un homenaje al dibujante del siglo XIX Mecachis.

### Petisos carambanales

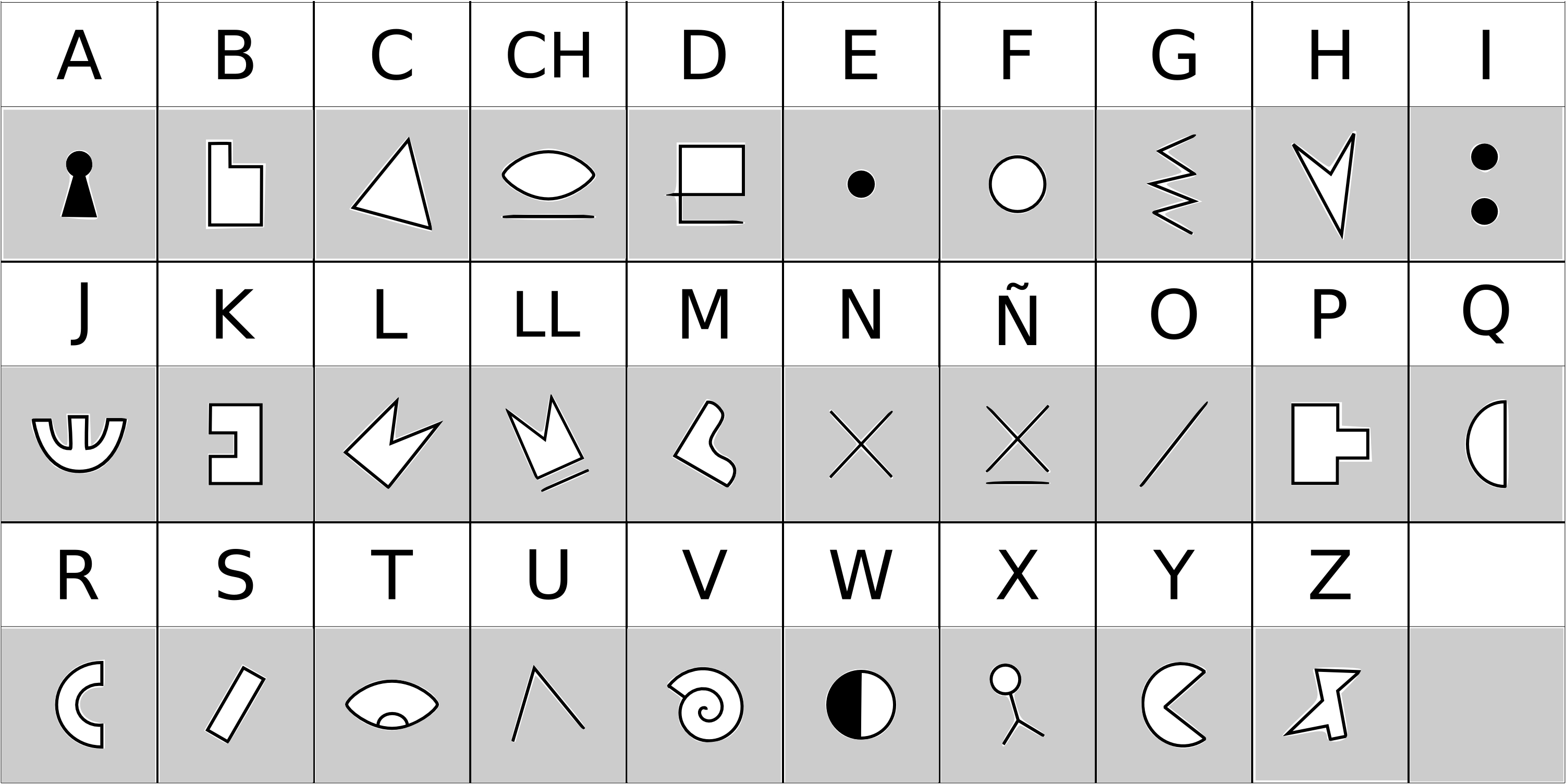
Tabla de correspondencia del alfabeto petiso.

Los petisos carambanales son unos seres diminutos, orondos y habitualmente de color amarillo, productos ectoplásmicos que aparecen alrededor de la figura de Superlópez, originados por su energía supermediúmnica. Cuentan con un alfabeto propio particular, el cual está asociado al alfabeto español. La idea de crear estas criaturas le surgió a Jan tras leer acerca de parapsicología y paraciencias, historias de ectoplasmas y espiritismo de la época de El retorno de los brujos. Utilizados como un tópico más del dibujante, son un recurso visual para captar la atención del lector, componer o encuadrar.
Se encuentran por primera vez en Al centro de la Tierra, si bien no es hasta la aventura de Los petisos… donde se explica la procedencia de estos seres. No obstante, se pueden encontrar con anterioridad unos «primitivos» petisos, aunque verdes, en algunas portadas de la revista Superlópez de Ediciones B. Tampoco todos los petisos amarillos son iguales en todas sus apariciones: tras unos primeros cómics con preponderancia de petisos calvos, su estilo y peinado va variando en sucesivos álbumes, y en diversas historietas estos seres adoptan una determinada apariencia según el escenario en el que discurre la acción.

### Desarrollo de los personajes
Jan, el autor de Superlópez, ha manifestado en más de una ocasión que, tras conseguir un personaje consolidado en las primeras historietas, no se preocupa tanto de la evolución de los personajes como de desarrollar realmente cada nueva historia, siendo para ello el papel de superhéroe un mero pretexto:

Me preocupa cada vez y en cada momento la historia que voy a hacer sin importarme mucho que el personaje evolucione como sea necesario. Creo que ahora es más creíble, humano y con más profundidad. Pero para mí el personaje es meramente la excusa para contar historias. No miro atrás casi nunca.
Jan

Al principio, el objetivo era ganar lectores parodiando a Superman y criticando los superhéroes... Después me dediqué a lo que realmente quería hacer: explicar mis propias historias. Realmente el personaje es sólo un medio de expresión para mí. No pretendía crear otro superhéroe precisamente, aunque fuera para criticarlos.
Jan

Esto se puede observar claramente en la aventura de La gran superproducción, donde la historia no gira en torno a la faceta de superhéroe del protagonista, sino más bien sobre los entresijos del rodaje de una película. Sin embargo, en sus más de 30 años de historia, el personaje de Superlópez ha ido evolucionando naturalmente junto con sus historietas. Como afirma el propio autor:

Si Superlópez ha evolucionado lo habrá hecho conmigo, ya que yo soy todos mis personajes. Me aburre sobremanera hacer las cosas siempre igual. Detesto mirar atrás. Por eso acabé dibujándole patillas blancas a Superlópez. ¡No podía rejuvenecerle y ponerle piercings!

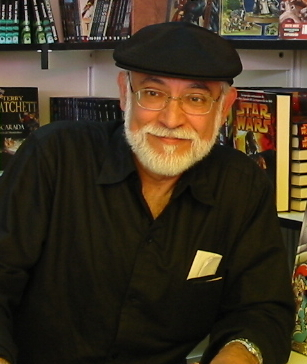
Jan, el creador de la serie, en 2006.

Aun así, el dibujante procura adaptar los personajes a los cambios para que se mantengan actuales, pues «se hacen grandes con los lectores así que hace falta evolucionar con ellos». Cuando creó a Superlópez, básicamente lo concibió «como un tipo de español medio, oscuro empleado de oficina, y este ha evolucionado»; pero es difícil reflejar esta evolución sin cambiarlo. Como ya se ha indicado, Jan presta atención al vestuario, aunque no se basa únicamente en ese recurso. Por ejemplo, introduce nuevos secundarios más jóvenes y más al día, como es el caso de la aparición de Chico y Martha. De esa manera, puede continuar con la evolución de los personajes sin ponerle aretes ni pantalones bajos a Superlópez. Por el contrario, Omaetxebarria y Pascual han valorado que en los personajes «no hay evolución, ni en su forma de actuar ni de pensar y pasan desapercibidos perdiendo interés».
El autor intenta que los personajes se complementen por confrontación: Jaime, Luisa y el Jefe hacen el contrapunto a López/Superlópez, aunque, según la historia en cuestión, todos los demás secundarios los pueden sustituir en ese cometido. Por otra parte, busca evitar que los personajes se perciban como meros pictogramas, sino que estos actúen, gesticulantes como actores de teatro, y en ocasiones incluso se dirigen directamente al lector.
Además, Jan ha afirmado en alguna ocasión que él es todos y cada uno de sus personajes, que sus historias son un reflejo de su personalidad y que todos los personajes tienen algo de él, si bien hay que matizar que, aunque interpreta a los personajes en su cabeza cuando escribe las historias, con ello no quiere expresar que sea como ellos. Sobre esto, el dibujante ha comentado que algunos lectores presuponen cómo es él a partir de lo que leen en sus historietas, por lo que pueden sacar conclusiones erróneas, como la impresión de que le guste el fútbol a partir de la lectura de El supercrack. Por ello, con el fin de evitar que se le atribuyan a él, ha procurado evitar mostrar cuáles son las ideas políticas de Superlópez. Sin embargo, además de compartir nombre, Jan asegura que mucho del carácter que le asigna a Juan López es calcado del suyo, como por ejemplo su intolerancia hacia las imposiciones, aunque trata de darle a cada personaje su propia idiosincrasia.
La empresa de los protagonistas también ha ido evolucionando con el tiempo según las necesidades del autor. En un principio, se presenta a López como empleado administrativo de una «siniestra oficina». Más tarde, en Los cabecicubos, la empresa parece dedicarse a la publicidad, y en La gran superproducción se reconvierte en productora de cine, con el nombre de Llauna Films, tras lo cual quiebra. Posteriormente, reabre con ese mismo nombre, si bien en álbumes posteriores se la conoce simplemente como Llauna S.A.

## Recepción y críticas

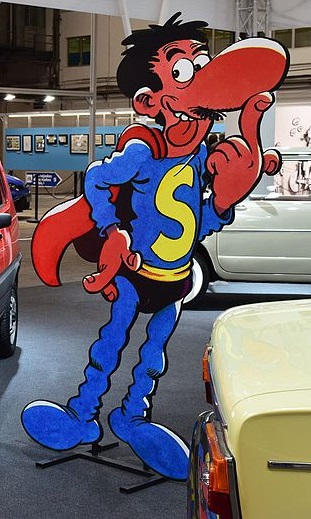
Superlópez en el Salón Internacional del Cómic de Barcelona (2016).

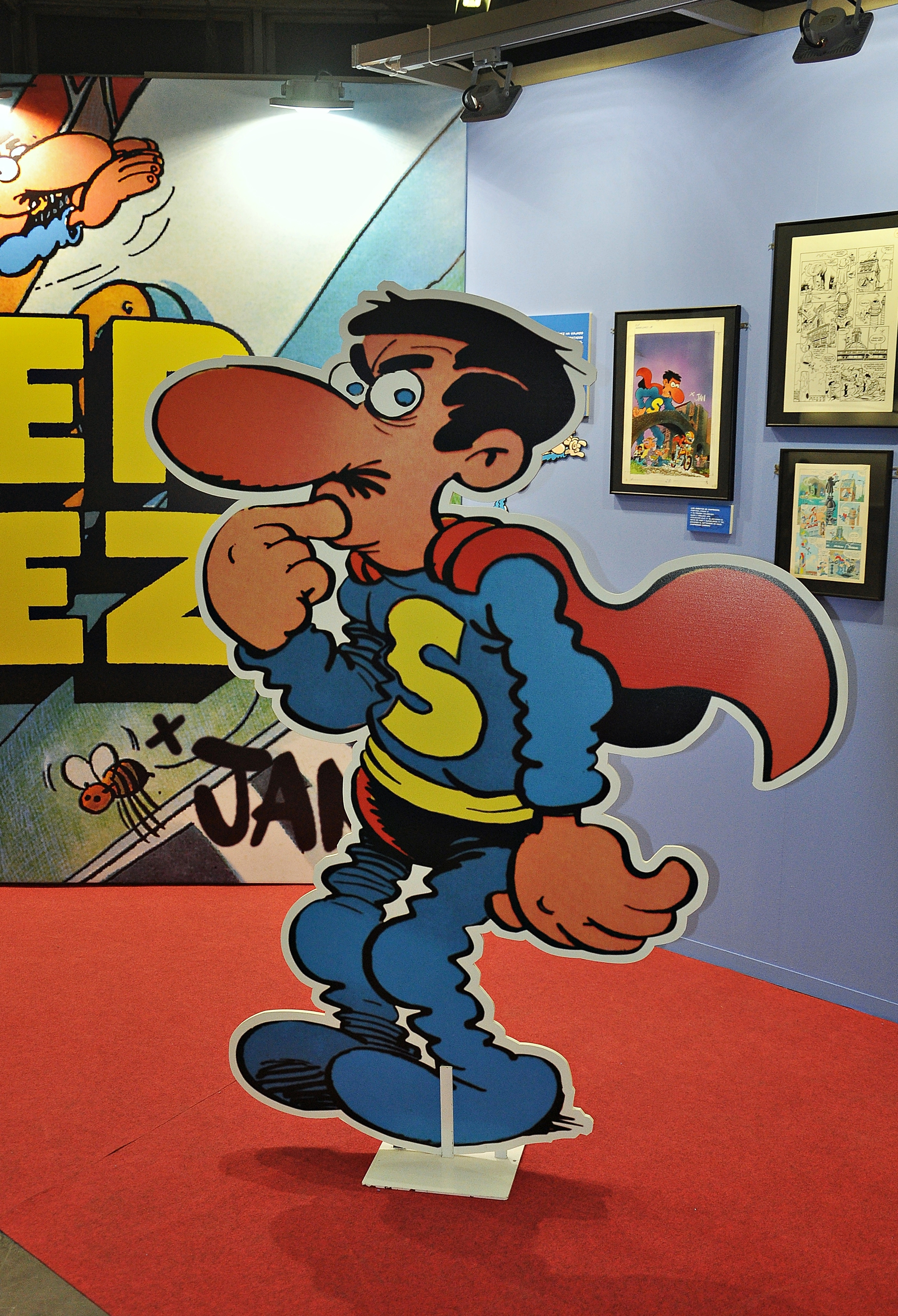
Superlópez en el salón de Barcelona (2018).

Superlópez ha sido uno de los personajes de tebeo español que mayor popularidad ha alcanzado desde la década de 1970, aunque sin llegar a la obtenida por Mortadelo y Filemón. Sobre las aventuras del personaje, Antoni Guiral comentó que «sin duda estamos ante una de nuestras mejores series de humor para todos los públicos» Ricardo Aguilera y Lorenzo F. Díaz afirmaron que se halla «más en consonancia con la escuela valenciana» que con la escuela Bruguera, «pese a los ocasionales ramalazos críticos de la realidad que nos rodea».
Algunos han valorado que la mejor época de Superlópez fue la que contó con Pérez Navarro a los guiones, mientras que otros consideran la época dorada de la serie los primeros álbumes con Jan en solitario. Si bien existe cierto consenso sobre la buena calidad de las primeras nueve aventuras de la serie —hasta La gran superproducción, a partir de la cual comenzó a publicar Ediciones B—, el resto del material recibe valoraciones más negativas. Eric Frattini y Óscar Palmer comentaron sobre esta primera etapa que «además de practicar unos niveles de sátira social actualmente desaparecidos del mundo del tebeo juvenil, consiguió unir durante varios años a una audiencia completamente multigeneracional». Gorka Omaetxebarria y Félix Pascual indicaron en el mismo sentido que, a partir del siguiente número, Al centro de la Tierra, aparecen «los primeros síntomas de la enfermedad que acabará con la serie: viñetas cada vez más grandes o la sencillez y simplicidad de las historias progresivamente se unen a la despersonalización de los personajes y el exceso de moralina (a veces insultante)». Reprocharon asimismo la pretensión del autor por la crítica social, como una «crítica ingenua de los actuales males de la juventud», con «mensajes moralizantes» introducidos «de una forma artificiosa y obsesiva que resulta por acumulación ridícula y absurda». En Mondo Brutto, Pedro Berruezo escribió: «Superlópez ya no era el mismo. [...] ¿Y por qué son tan lacias las nuevas aventuras de Superlópez? Pues a grandes rasgos, porque se toma en serio a sí mismo: son realmente aventuras, es decir, que hay acción, peleas, persecuciones, etc. desarrolladas de forma más o menos cómica, pero planteadas y desarrolladas como si fuera algo trascendente, es decir, con intención de emocionar y sorprender, pero no de hacer reír. Es decir, Jan se cree lo que cuenta, y eso no es bueno para Superlópez. Curiosamente, cuanto más intentan contar las historietas, menos cosas pasan, básicamente porque las viñetas cada vez son más grandes, los diálogos más escasos y las historias menos enjundiosas. Y además, están plagadas de lamentables moralejas de andar por casa».
Por su parte, Frattini y Palmer incidieron en su Guía básica del cómic en que, a partir de Al centro de la Tierra, la serie se muestra «repetitiva, falta de ingenio [...] y cada vez más enfocada a un público meramente infantil». Sobre esta falta de ingenio, Omaetxeberría y Pascual añadieron al respecto en su artículo de la revista Trama: «Las historias no existen como tal, son variaciones o combinaciones de ideas ya utilizadas o en su defecto simples anécdotas o ideas a medio desarrollar. Lo mismo se puede aplicar a los personajes. [...] No hay evolución, ni en su forma de actuar ni de pensar y pasan desapercibidos perdiendo interés para el público y aparentemente para el autor». Por el contrario, Antoni Guiral comentó: «En las diestras manos de Jan esta serie […] no ha perdido interés ni vocación de divertimento concienciado para jóvenes y adultos, ya que a día de hoy continúa activa». A pesar de la comparación que Omaetxeberría y Pascual indicaron sobre la calidad del trabajo de Jan y el de Will Eisner, también agregaron: «Por desgracia, Eisner ha sabido evolucionar hacia un universo intimista mientras que Jan se queda varado en un esquema repetitivo, falto de imaginación, dando la impresión de no querer o no saber avanzar».
Al respecto de algunas críticas, Jan ha mencionado que pueden tener algo de fundamento, pero también ser producto de la nostalgia. Ha comentado asimismo que los nostálgicos le critican bastante que ya no pinte con las acuarelas anilinas de antaño. En la segunda página del álbum de 1991 Un camello subió a un tranvía en Grenoble y el tranvía le está mordiendo la pierna Jan sintetizó por boca de sus personajes parte de las críticas que la serie recibía, como que las historietas iban «de lo soso a lo lamentable», se alejaban de la parodia de superhéroes o parecían catálogos turísticos.
Las ventas de Superlópez han ido disminuyendo, sobre lo cual en 2011 comentó el autor: «la supervivencia de la serie no depende de mí, sino de las ventas, y lo cierto es que no van bien. La crisis también me ha dado patadas y ya estoy en números rojos. Mi imaginación no se acaba, pero la continuidad depende de los lectores».

## Adaptaciones a otros medios
En 2003, se dio a conocer también el cortometraje animado Superlópez, de apenas 3 minutos de duración y realizado por Enrique Gato, quien quiso hacerlo como homenaje al personaje.
Tras varios intentos fallidos de llevar el personaje a la gran pantalla finalmente el director Javier Ruiz Caldera adaptó al cine Superlópez en 2018, con el actor Dani Rovira como protagonista. Se estrenó el 23 de noviembre de 2018.
Otros proyectos, como la creación de juegos para ordenador o diversos intentos para la adaptación de dibujos animados, no han conseguido llegar a buen puerto. El dibujante, quien en su etapa en Cuba trabajó en el sector de la animación y además tiene un estilo muy personal, es muy exigente al respecto de este tipo de propuestas; no le gustaría una adaptación a la pequeña pantalla como la que se realizó con la serie de Mortadelo y Filemón. También, aunque escasa, hay que resaltar la creación de merchandising de Superlópez, con el lanzamiento de productos como camisetas, muñecos, toallas y tazas. Por otra parte, en 2010, Superlópez fue imagen de la campaña de Microsoft El ahorro mutante, orientada a las pymes.